# Musée Toulouse-Lautrec
Le musée Toulouse-Lautrec d'Albi est un musée d'art consacré principalement aux œuvres d'Henri de Toulouse-Lautrec, né à Albi, et installé dans le palais de la Berbie. Accueillant près de 175 000 visiteurs par an, il se place parmi les premiers musées d’Occitanie quant à la fréquentation.

## Historique et cadre
Situé dans le centre historique d'Albi, à proximité de la cathédrale Sainte-Cécile avec laquelle il forme un ensemble architectural de briques rouges, le palais de la Berbie est une puissante forteresse du XIIIe siècle, résidence des évêques d'Albi jusqu'en 1905, date à laquelle il devient propriété du département du fait de la loi de séparation des Églises et de l’État.
À la mort de Lautrec, en 1901, ses parents, dépositaires de son œuvre, cherchèrent à en faire donation à un musée. Devant le refus des musées parisiens, sa mère, Adèle de Toulouse-Lautrec, proposa ce don à la ville d'Albi. Nourrissant depuis plusieurs années l'idée de fonder un musée, et disposant des locaux désormais désaffectés du palais, la mairie accepte la donation. Mais, avec la Première Guerre mondiale, le projet prend du retard et c'est finalement le 30 juillet 1922 que s'ouvrent les premières salles d'exposition, inaugurées en présence de Maurice Joyant, d'Adèle de Toulouse-Lautrec et de Gabriel Tapié de Céleyran.
Le musée connaît un important programme de restructuration de 2001 à 2012. Après 3 mois de fermeture, le musée rouvre ses portes au public le 2 avril 2012. Depuis juin 2024, le Musée Toulouse-Lautrec a notamment signé un partenariat avec le Musée Goya de Castres et prêté également quelques œuvres de l'artiste albigeois lors de l'exposition temporaire "Collections Pierre-Fabre", mécène, homme d'affaires et pharmacien castrais. 

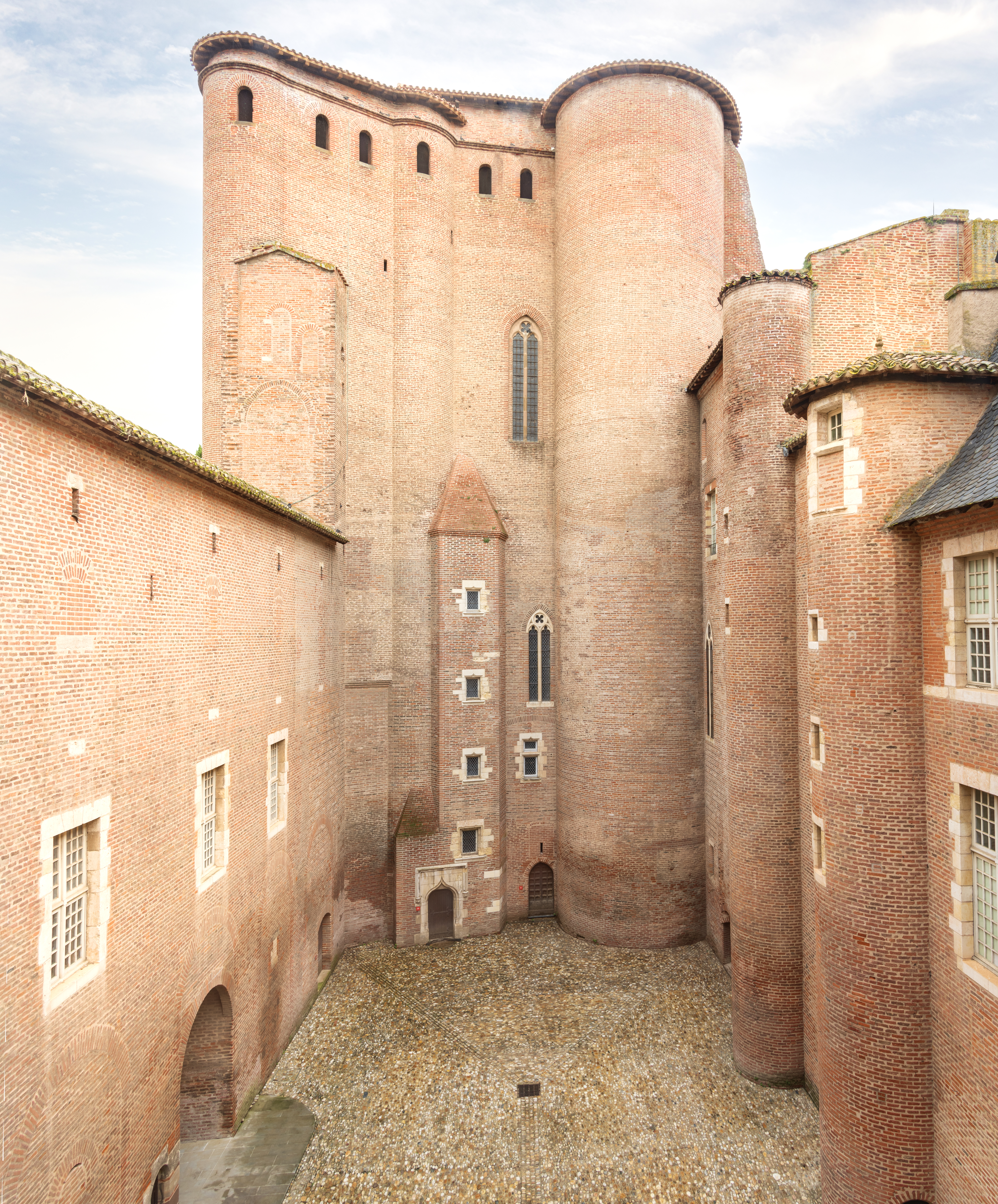
La tour Saint-Michel et la cour d'honneur du palais de la Berbie
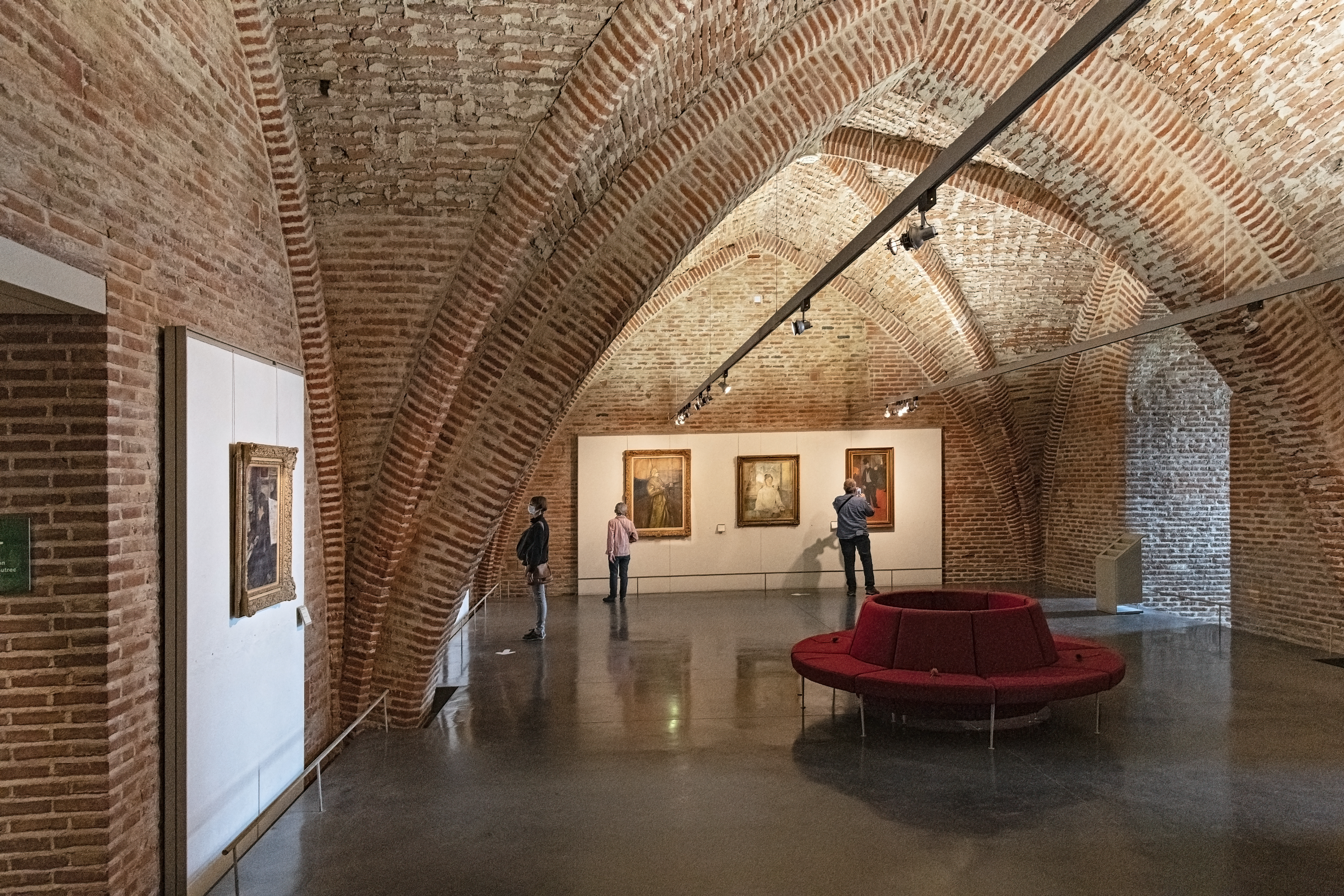
Salle 2 niveau 0

Les collections s'étalent sur un rez-de-chaussée et deux étages. Parmi les salles, le cabinet des dessins abrite les fragiles dessins et lithographies.

## Les collections

### Toulouse-Lautrec (Niveau 0 et 1)
À la suite de la donation d'Adèle de Toulouse-Lautrec, mère d'Henri, le musée est dépositaire de l'œuvre du peintre. Avec plus de mille œuvres, tableaux, lithographies, dessins et affiches (réalisées notamment pour des cabarets), il possède la plus grande collection dédiée à Toulouse-Lautrec au monde.
Le musée possède trente-et-une affiches ainsi que plus de deux cents lithographies évoquant la Belle Époque.
Ainsi, il retrace l'ensemble de l'œuvre de l'artiste de sa première composition sur les chevaux, L'artilleur sellant son cheval (1879), jusqu'à sa dernière toile, Un examen à la faculté de Paris en passant par des œuvres majeures comme Au salon de la rue des Moulins ou l'affiche Moulin rouge - La Goulue.

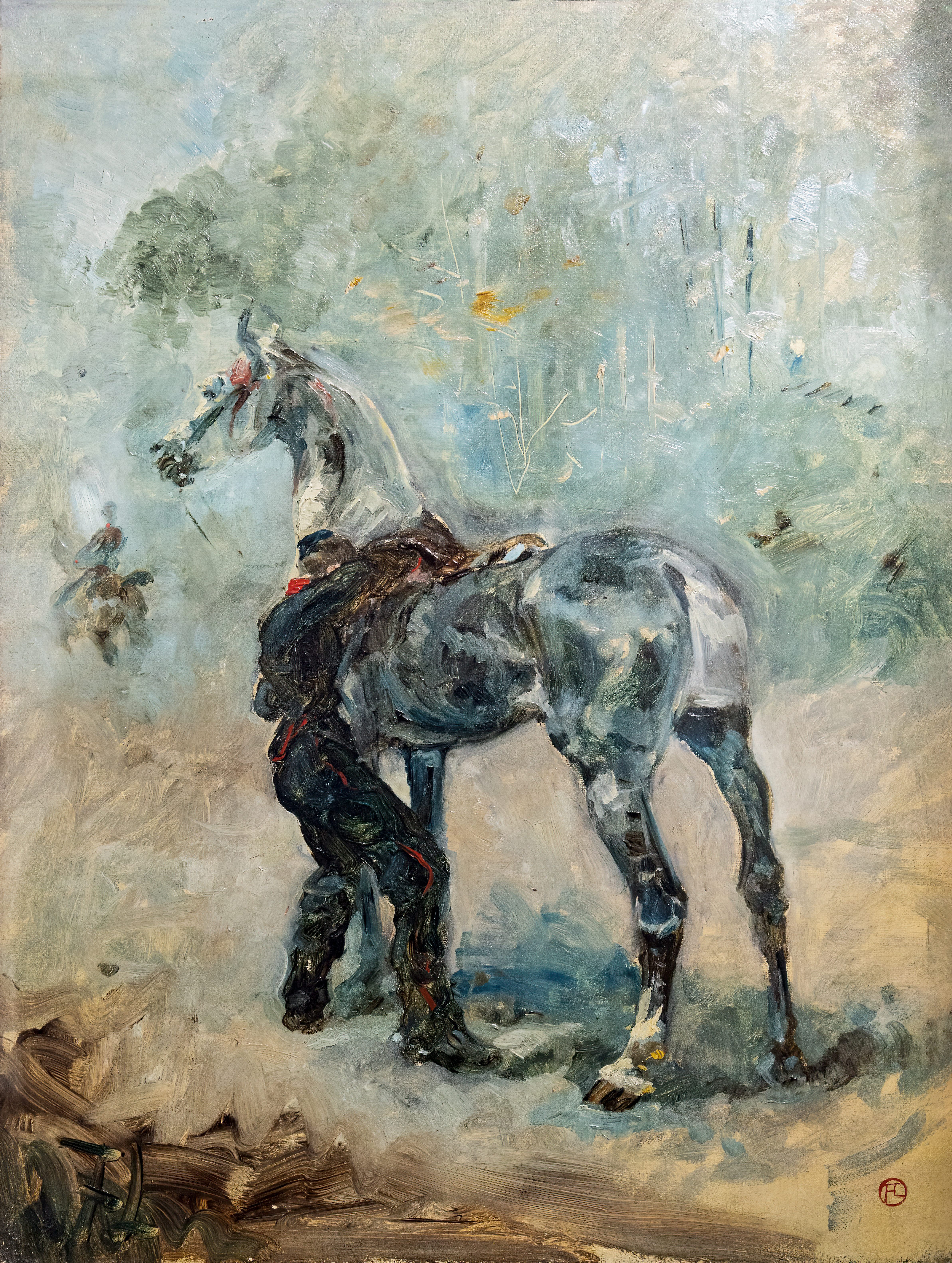
L'Artilleur sellant son cheval (1879)
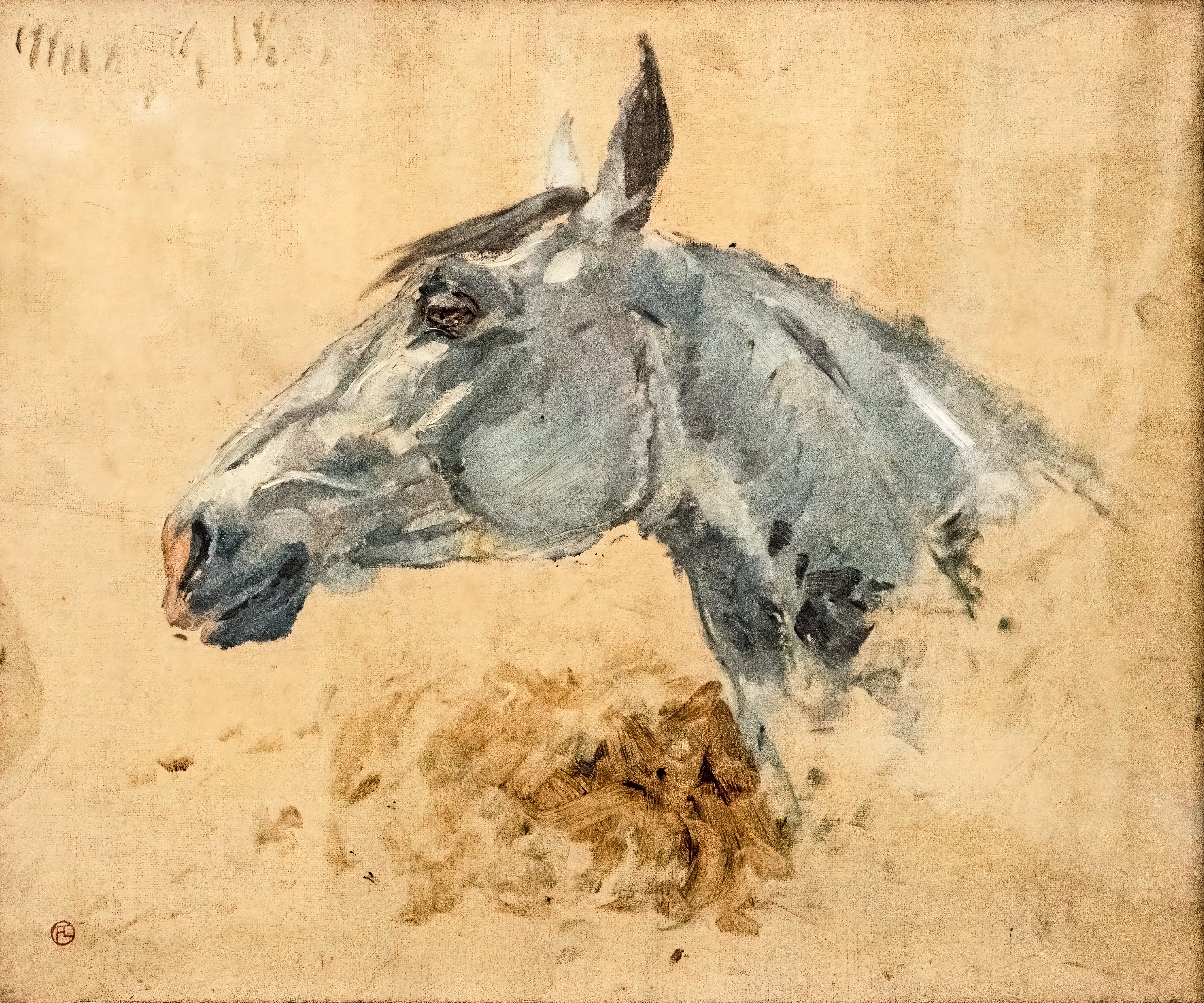
Cheval blanc Gazelle (1881)
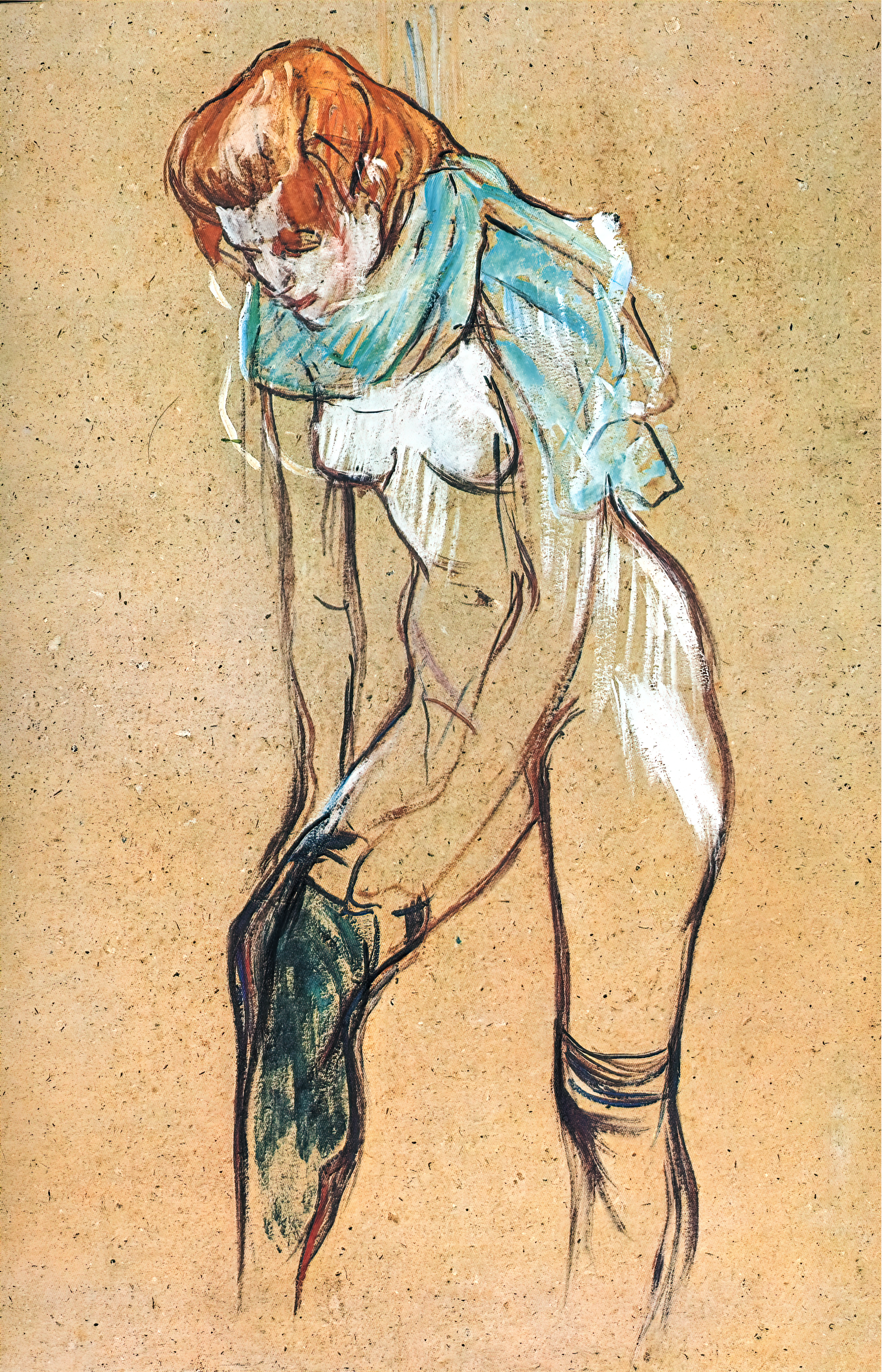
Femme qui tire son bas (1894)
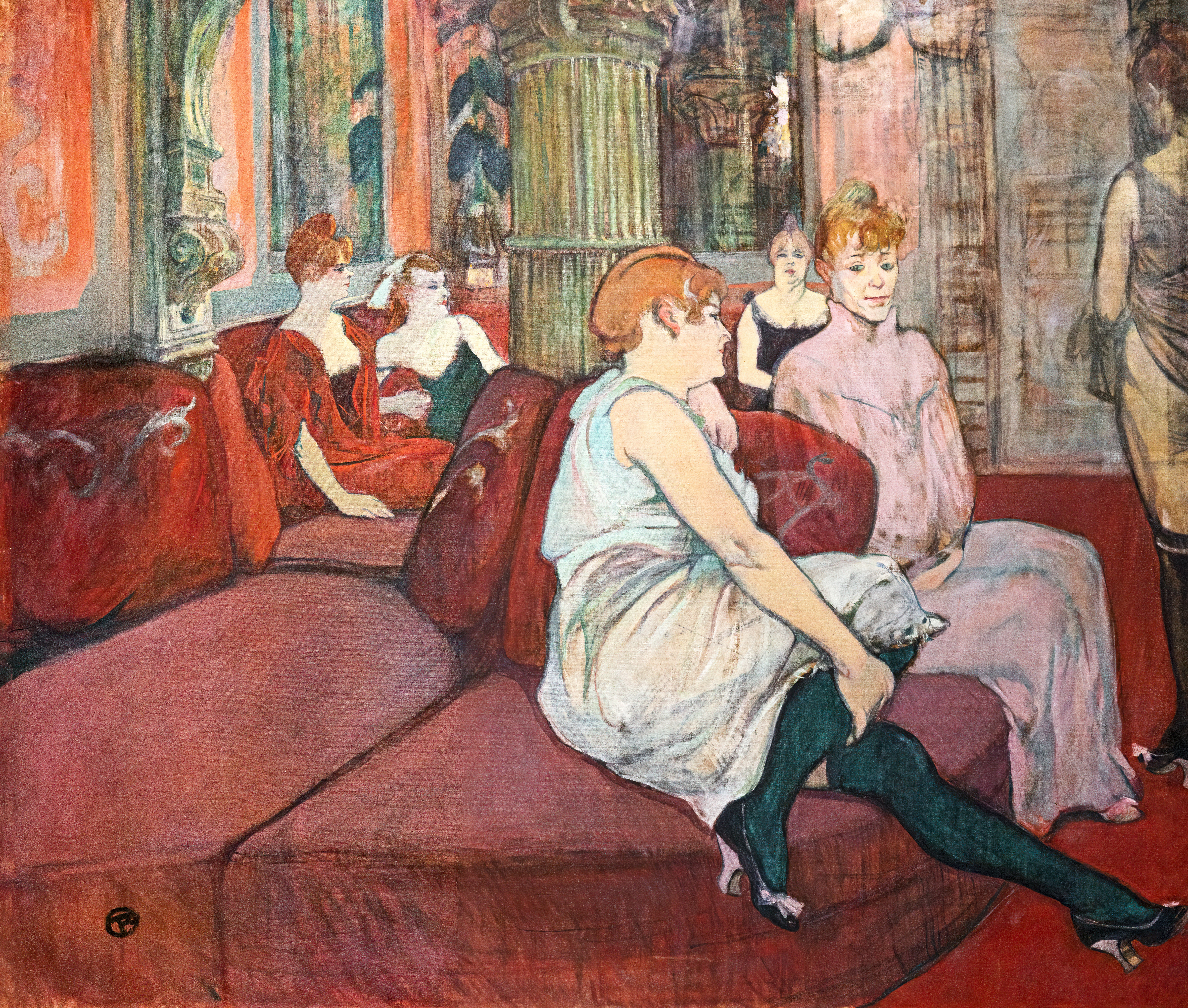
Salon de la rue des Moulins (1894), œuvre majeure d'Henri de Toulouse-Lautrec
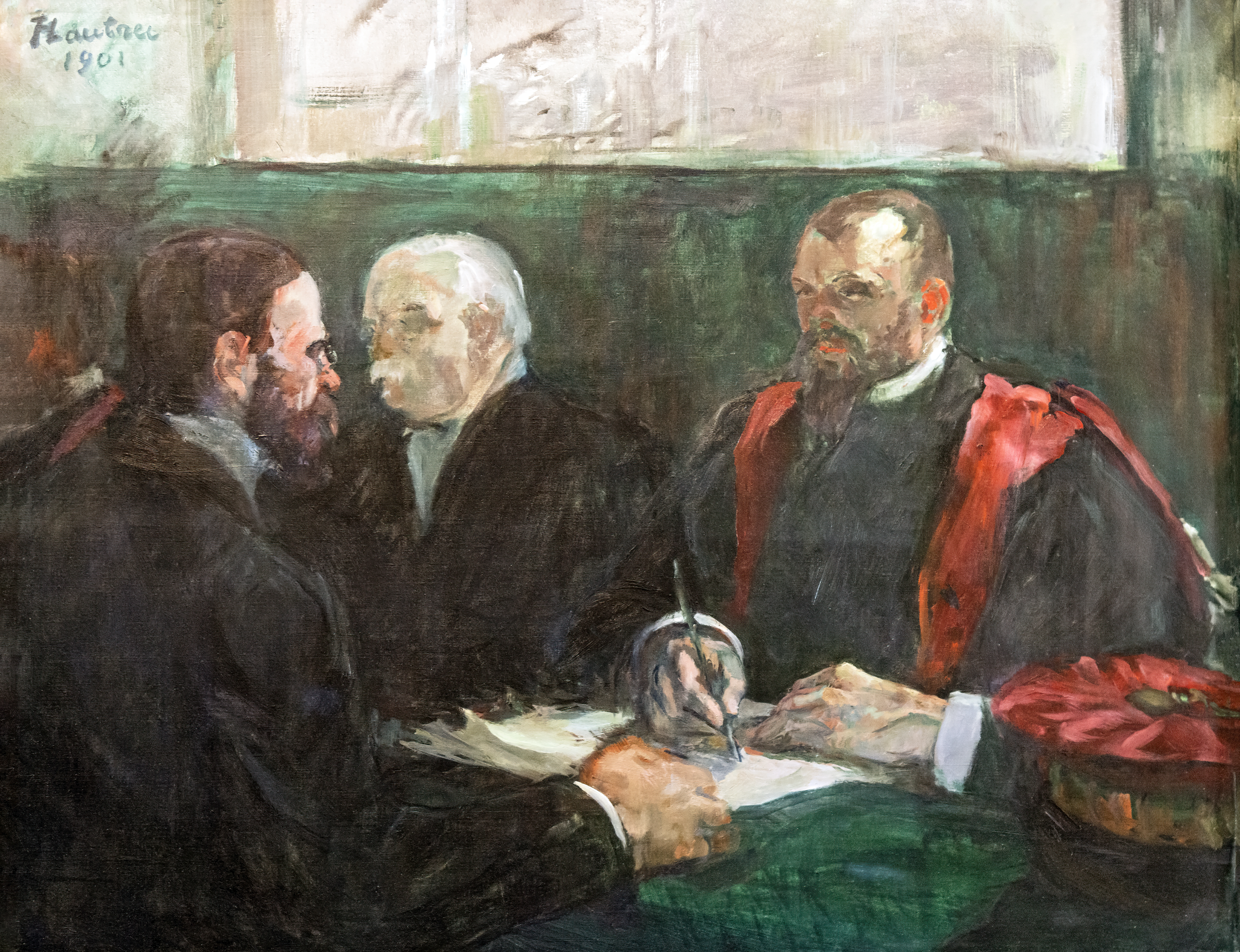
Un examen à la faculté de Médecine de Paris (1901)

### La série des apôtres d'Albi (Niveau 1)
La série des apôtres d'Albi présente deux exceptionnelles représentations de saints par Georges de La Tour et les copies des œuvres aujourd'hui dispersées ou perdues.

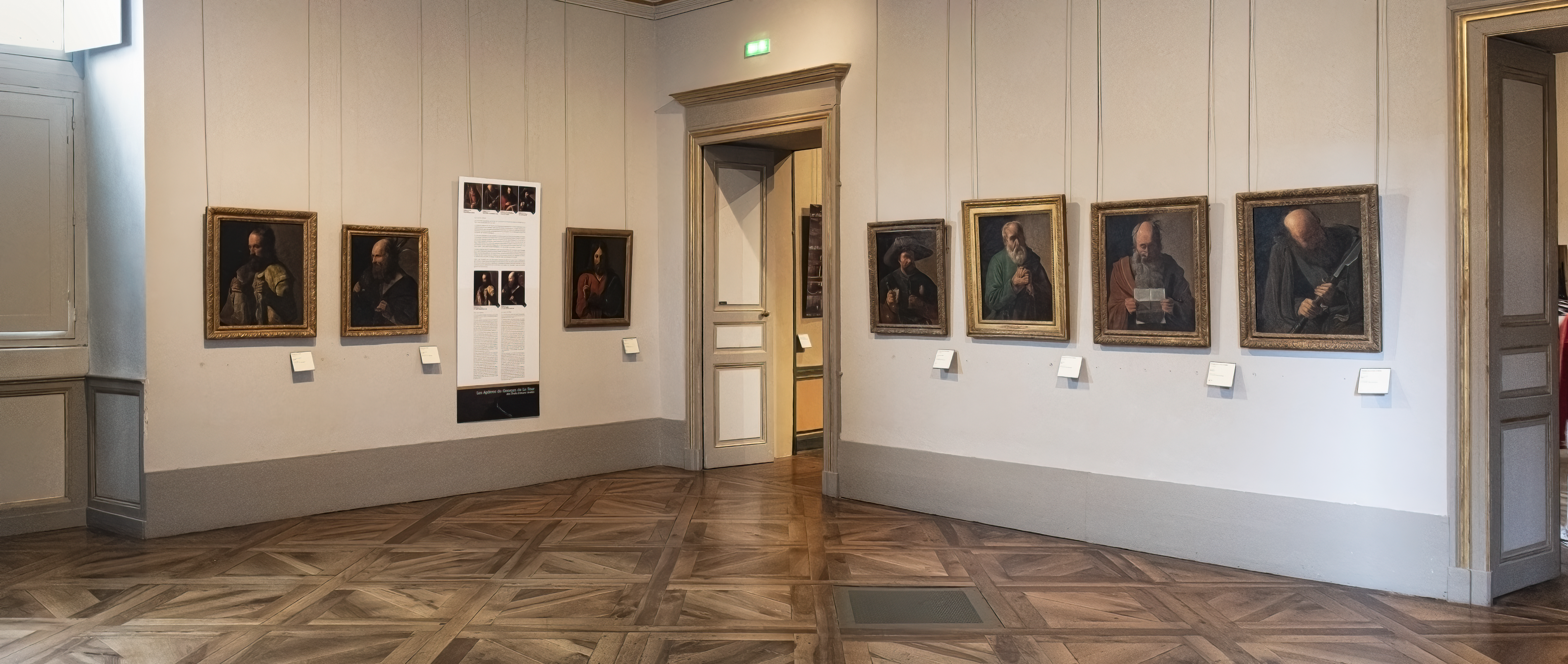
Série des apôtres d'Albi
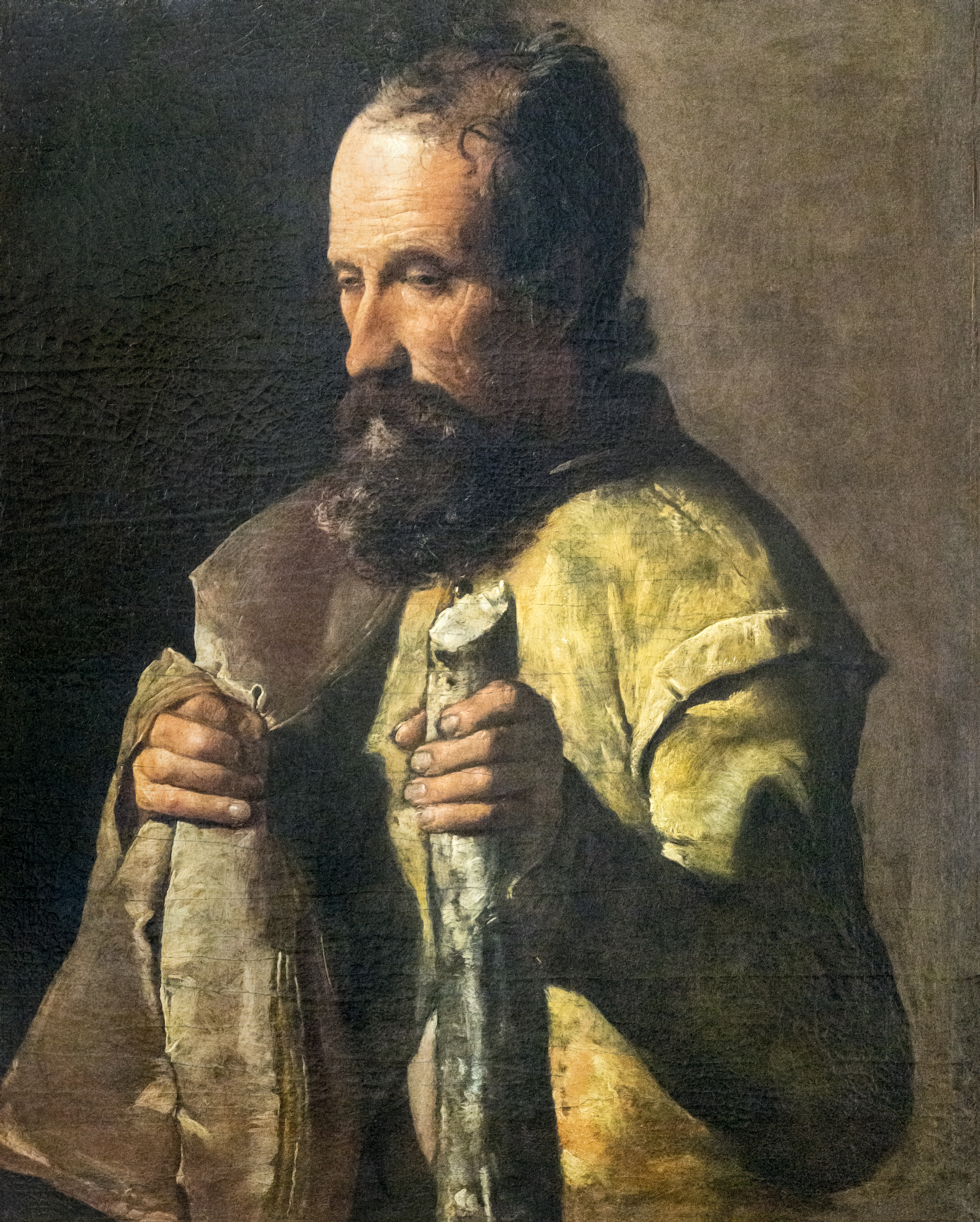
Saint Jacques le Mineur
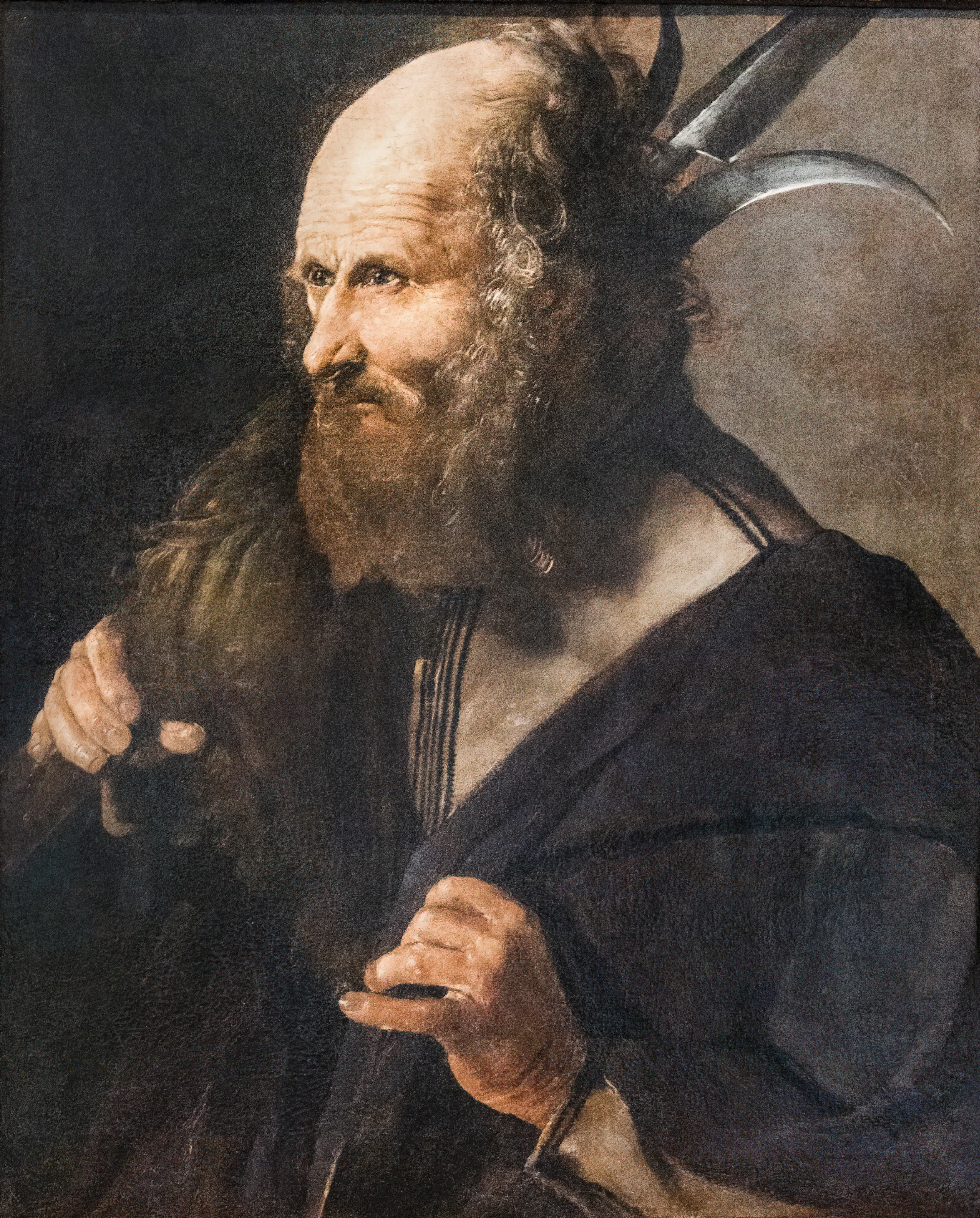
Saint Jude Thaddée

### Salle de la Croix (Niveau 1)
La salle expose des tableaux français et italiens du XVIIe jusqu'au XIXe siècle :
- Deux œuvres de Francesco Guardi L'église Santa-Maria della salute à Venise et un sépia  d'une vue de Venise ; toutes deux qui proviennent de la collection du cardinal de Bernis, comme le portrait gravé par Domenico Cunego ;
- Une œuvre de Luca Giordano Le départ de Jacob de chez Laban :
- Le portrait de  Hyacinthe Serroni, premier archevêque d'Albi - d'après Hyacinthe Rigaud ;
- Portrait de jeune femme de Jean-Baptiste Santerre (début XVIIe) ;
- La pêche de Joseph Vernet ;
- Vues de Sceaux, prise du bois d'Aulnay, au-dessus de la sablière par Achille-Etna Michallon  (1814) ;
- Souvenir d'Italie, danseurs des rivages de Capri (1865-1875) - Jean-Baptiste Corot ;
- Trois œuvres de Jules-Romain Joyant : Intérieur du Palais des Doges à Venise, Palais des ducs de Ferrare et Les escaliers du pont du Rialto.

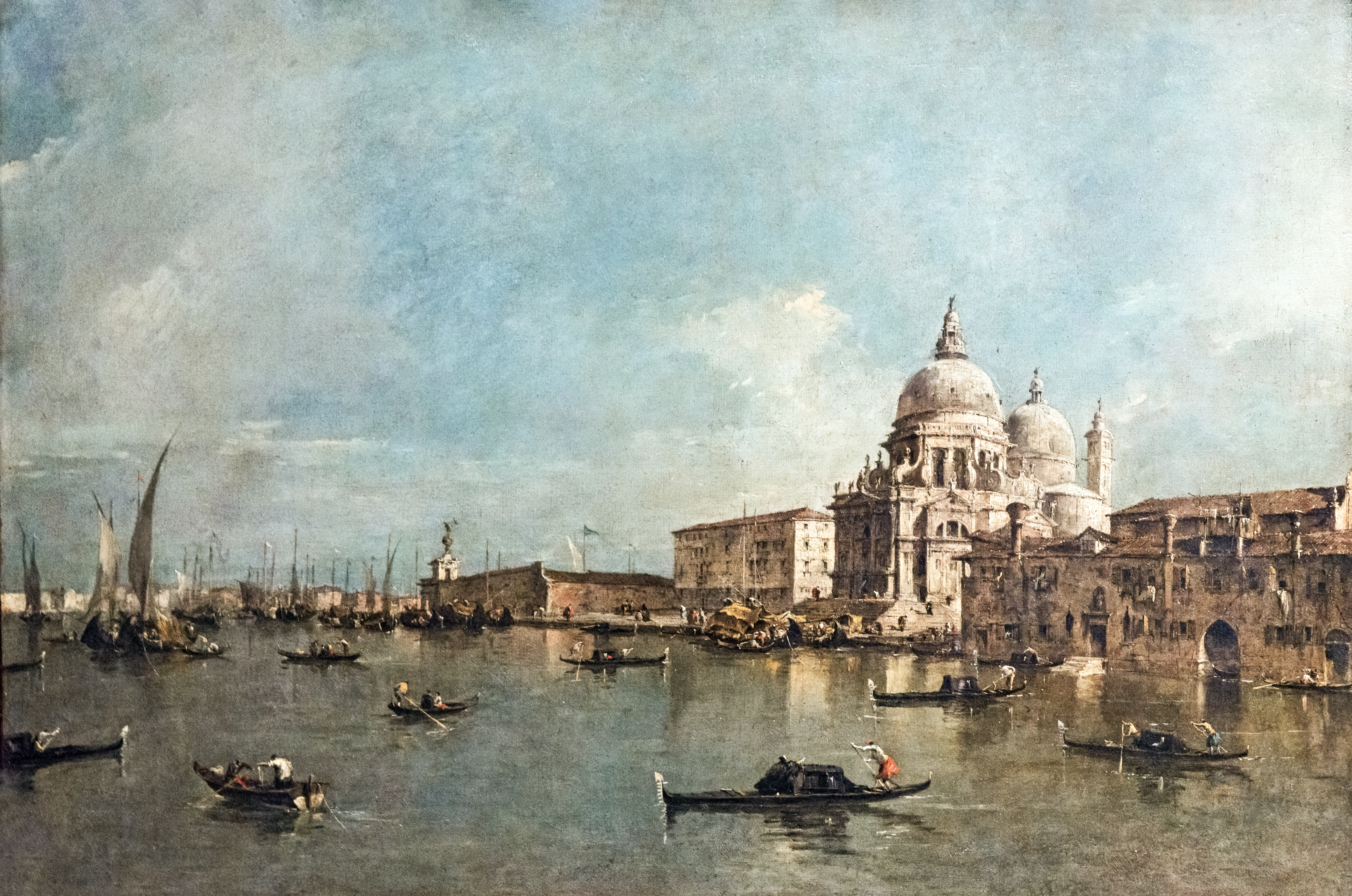
Santa Maria della Salute à Venise, Francesco Guardi (Coll. cardinal de Bernis)
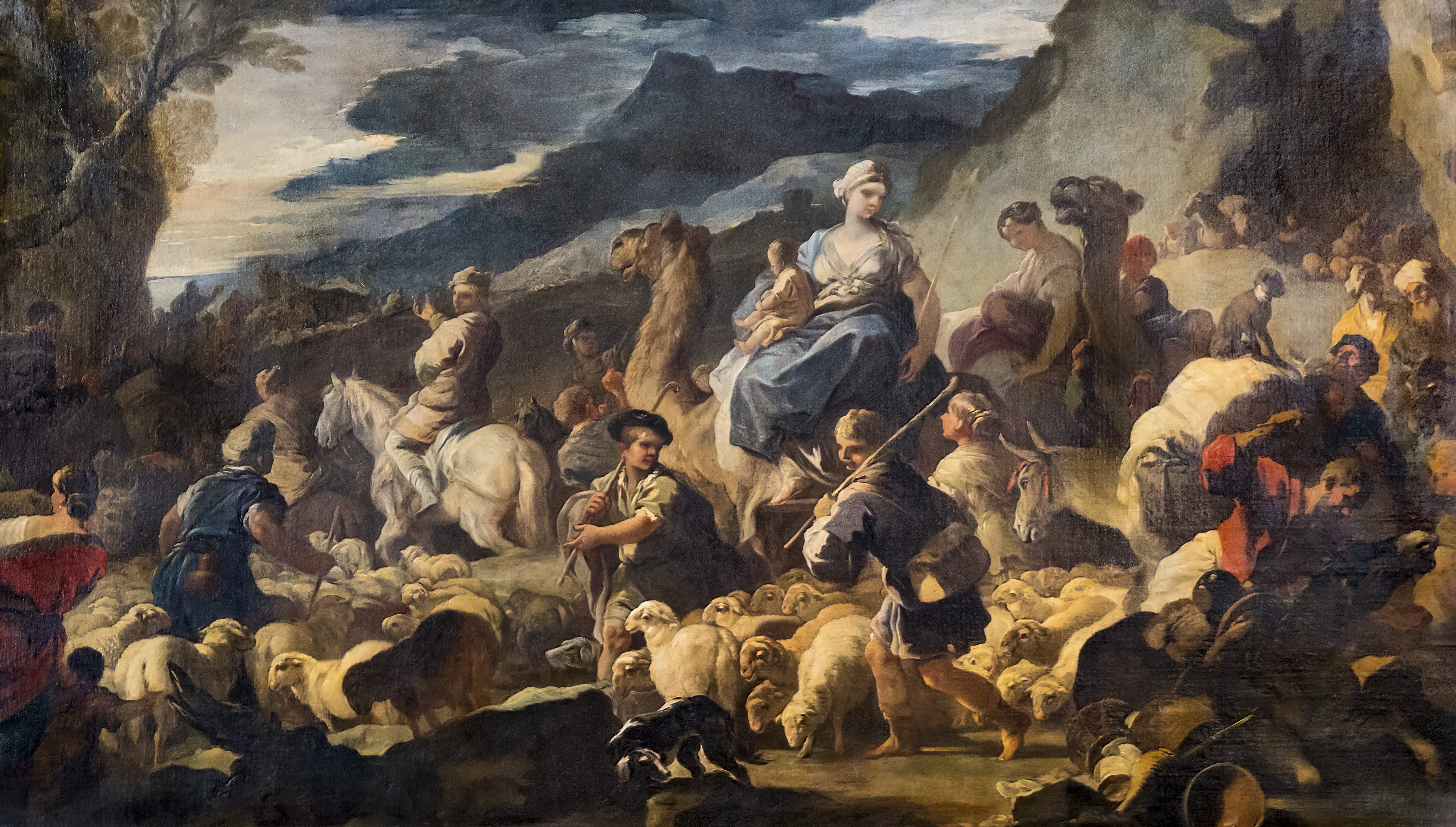
Le départ de Jacob de chez Laban - Luca Giordano
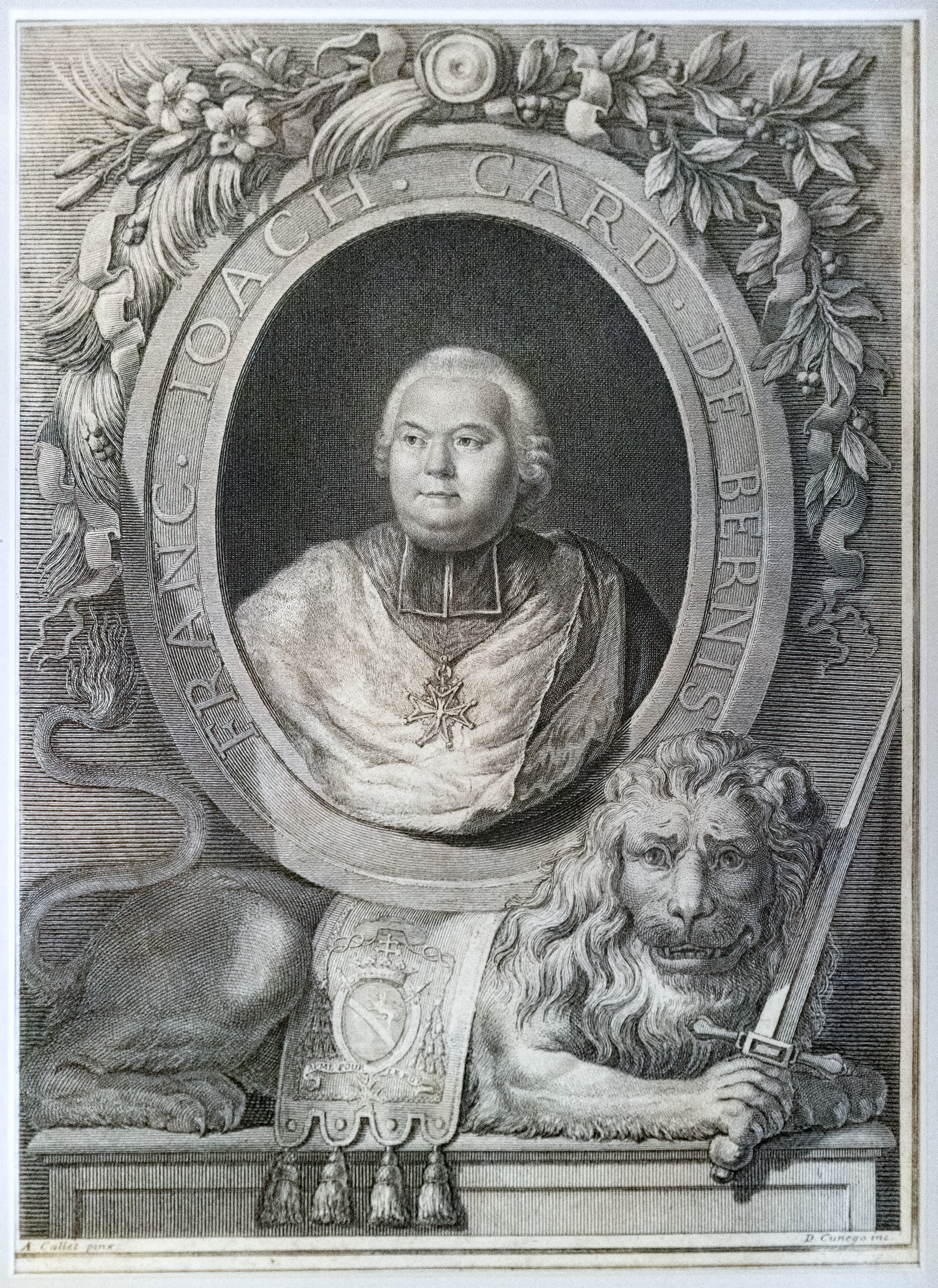
Portrait et armes du cardinal de Pierre de Bernis, Domenico Cunego.
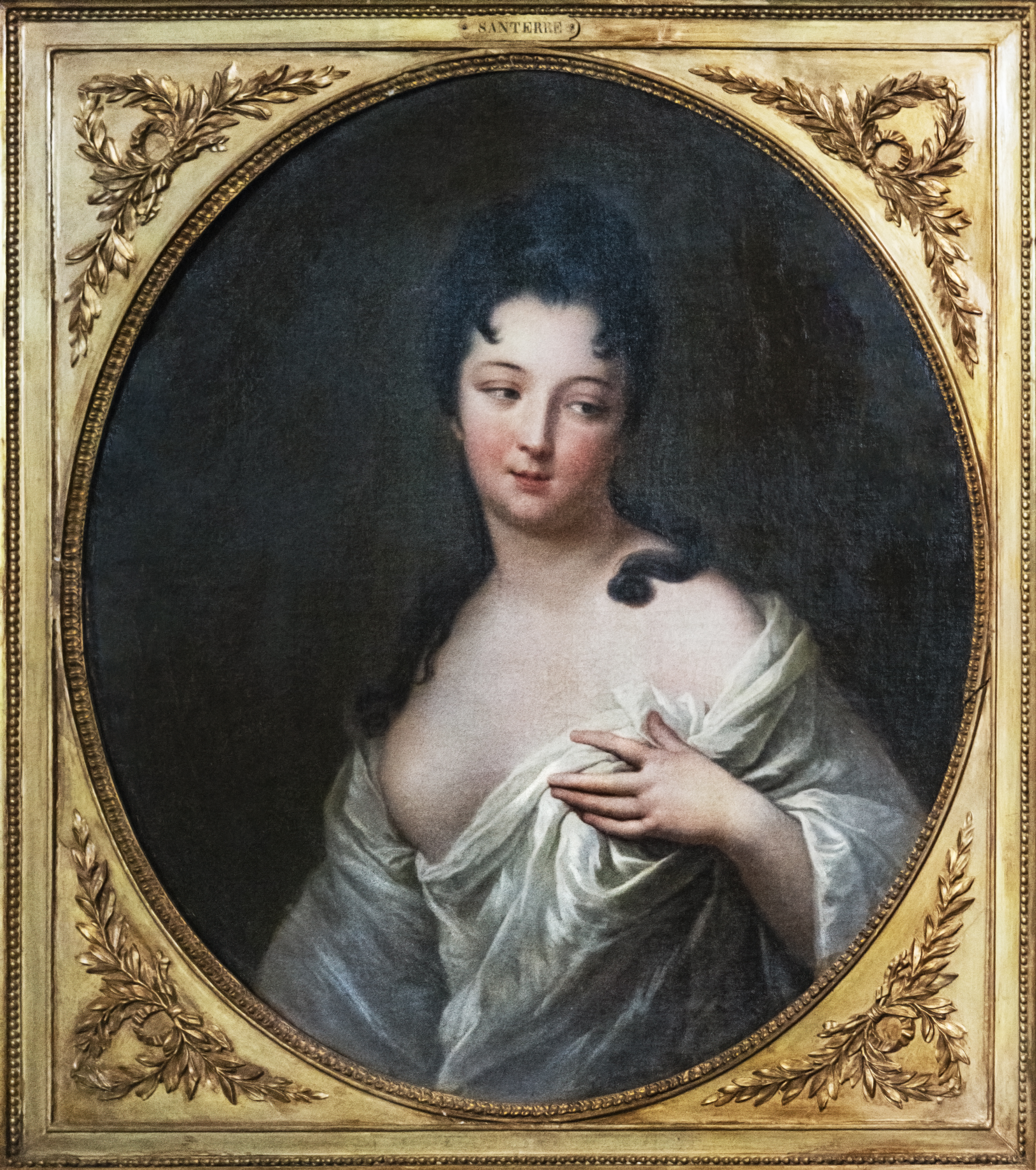
Portrait de jeune femme, Jean-Baptiste Santerre
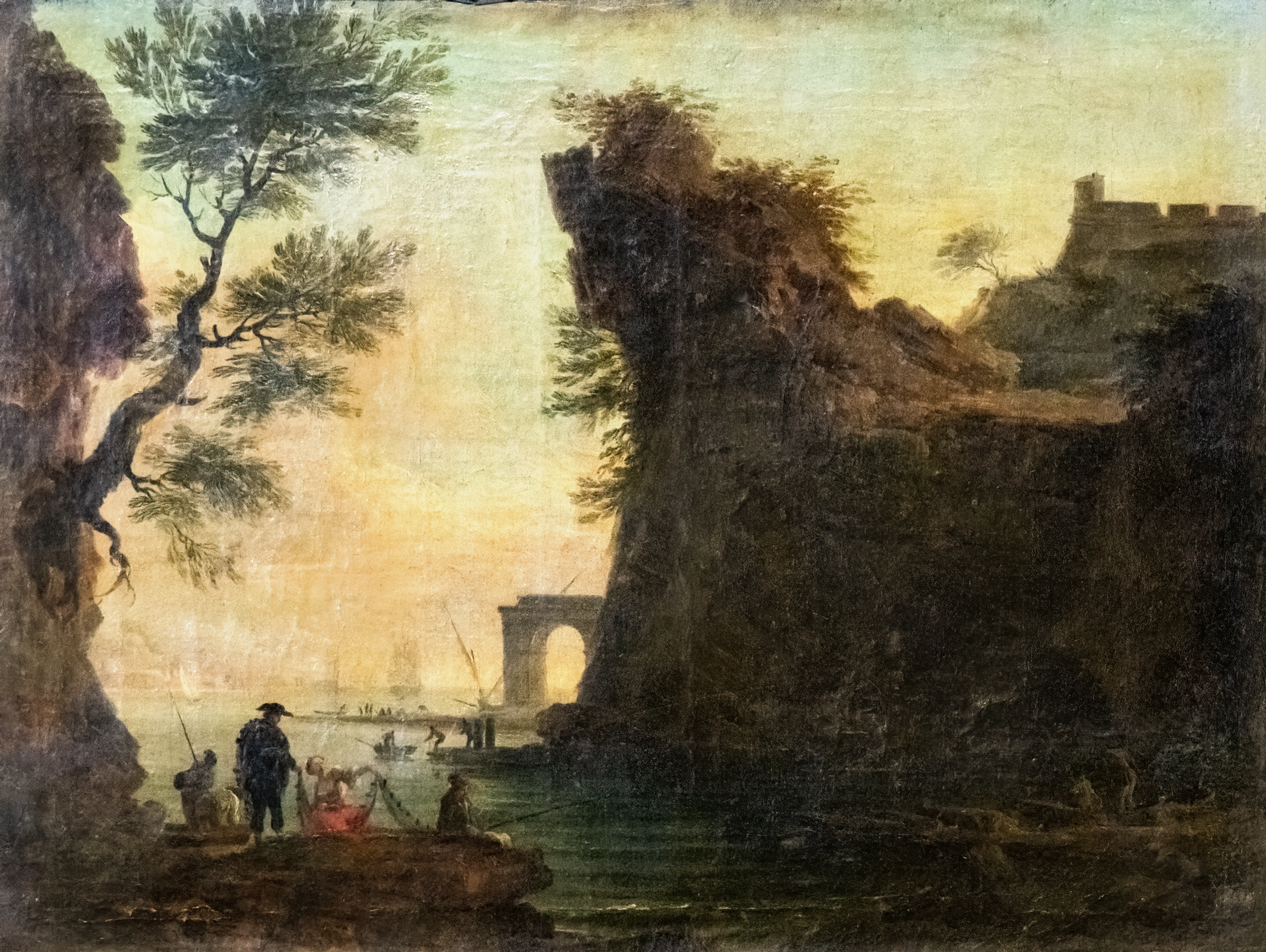
La pêche, Joseph Vernet
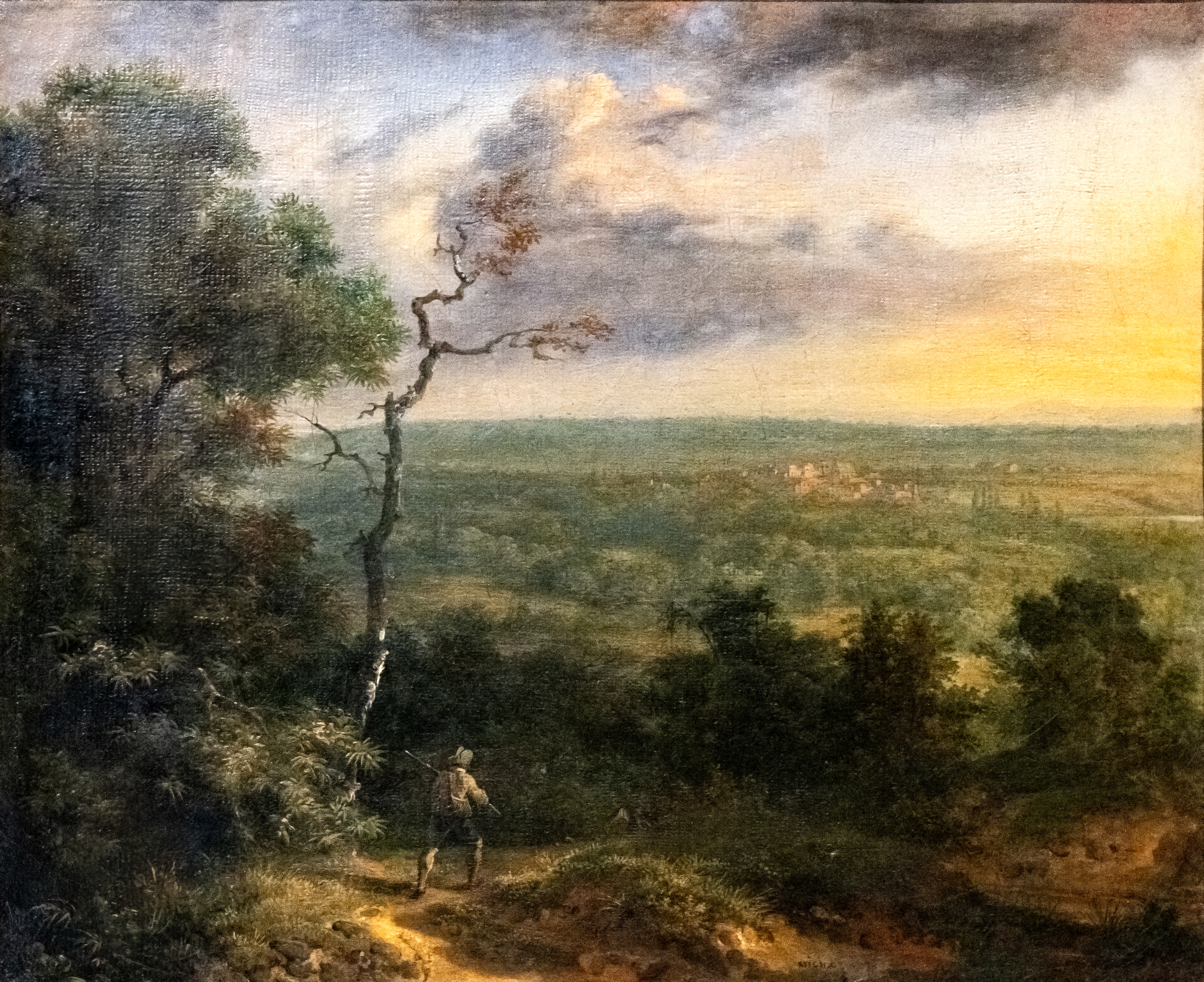
Vues de Sceaux, prise du bois d'Aulnay, au-dessus de la sablière, Achille-Etna Michallon
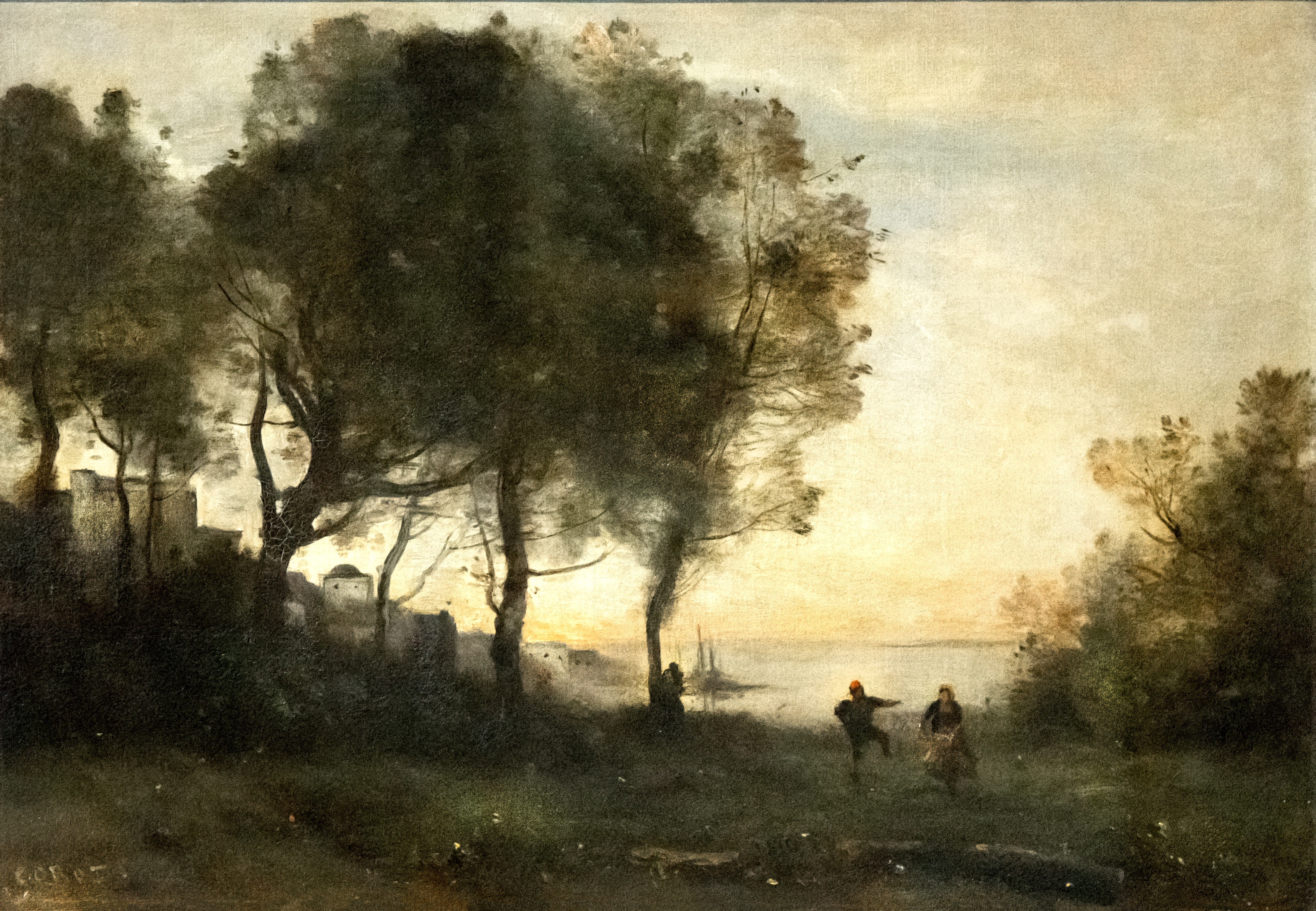
Souvenir d'Italie, danseurs des rivages de Capri, Jean-Baptiste Corot
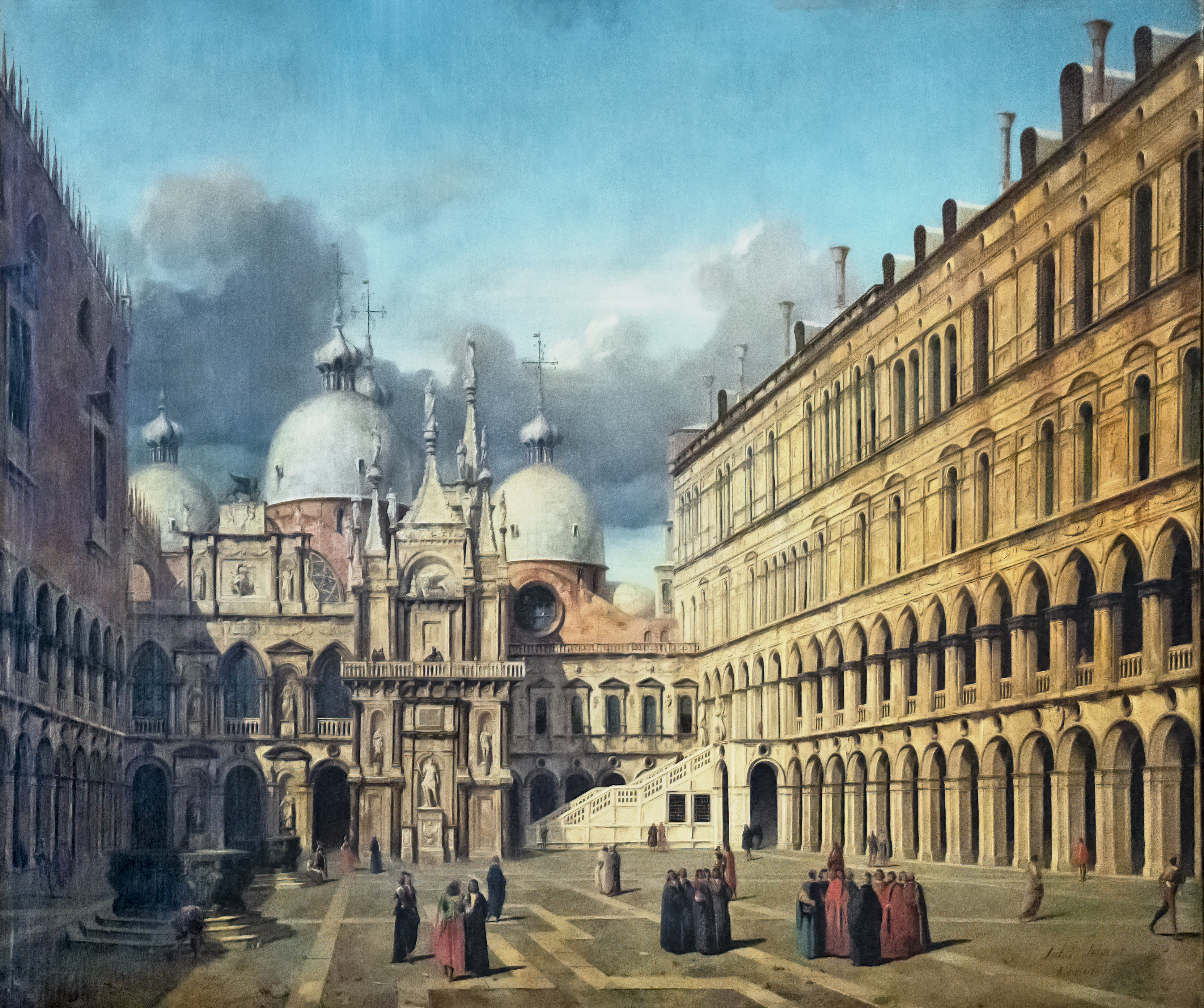
Intérieur du Palais des Doges à Venise, Jules-Romain Joyant
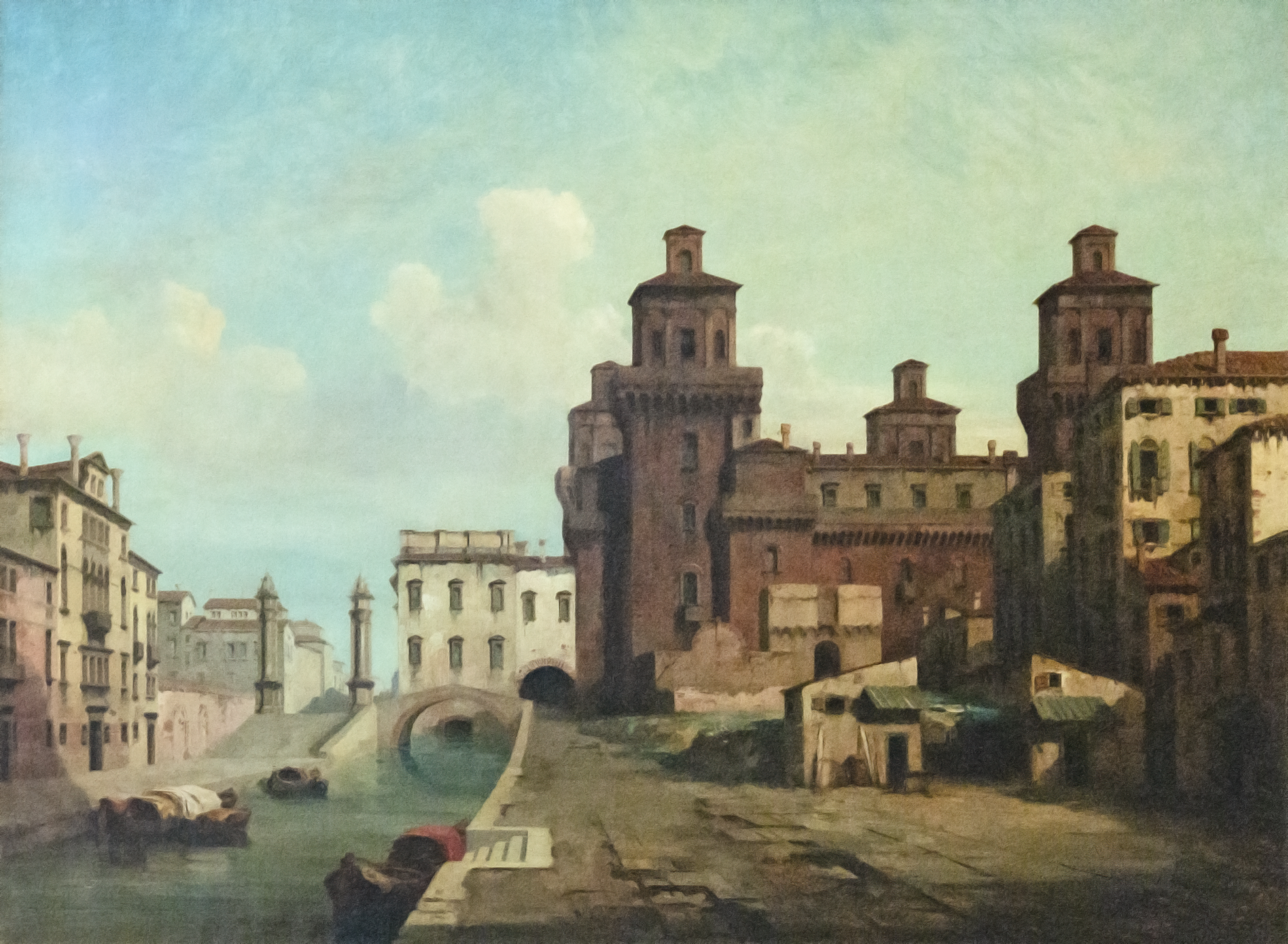
Palais des ducs de Ferrare, Jules-Romain Joyant
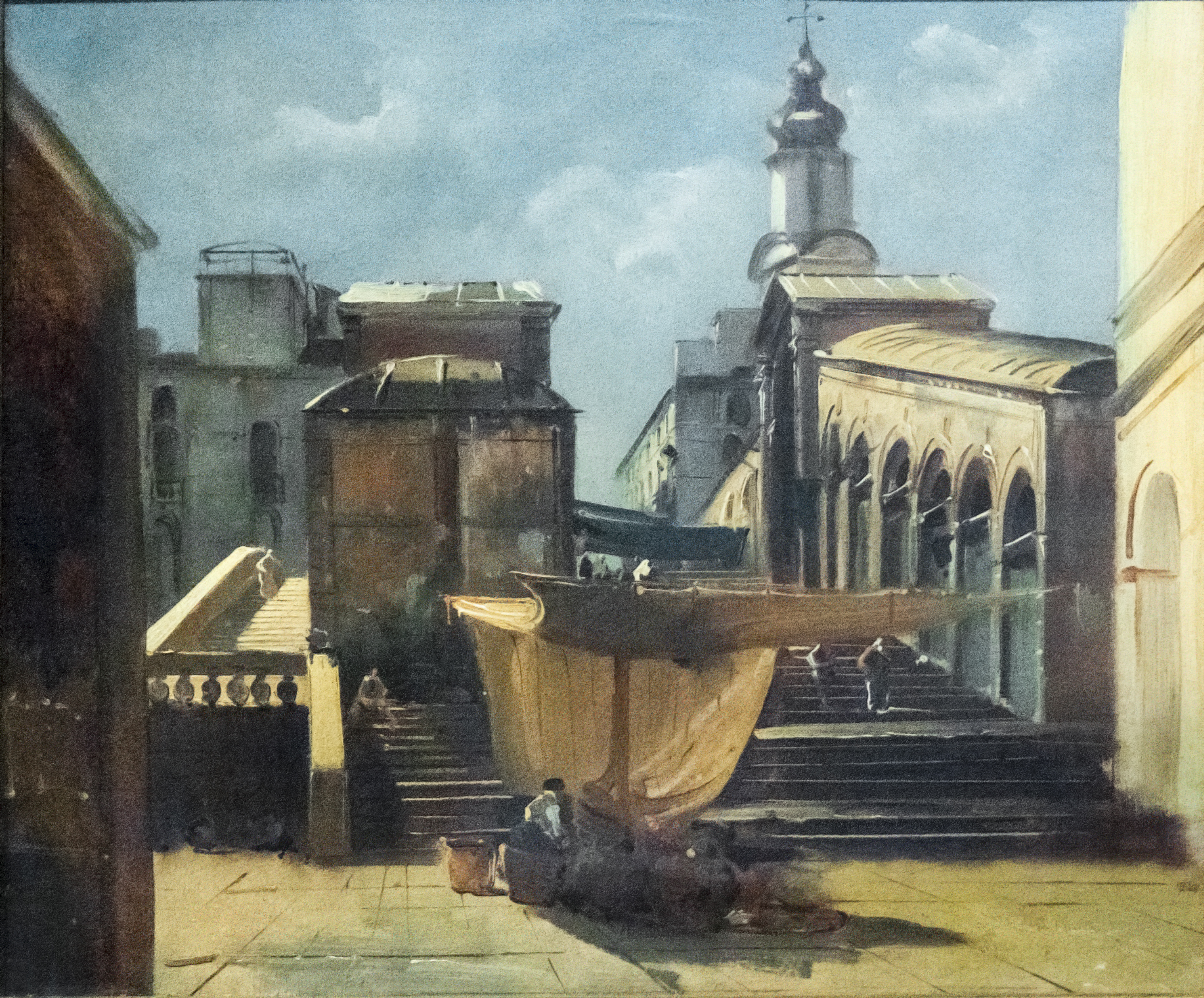
Les escaliers du pont du Rialto, Jules-Romain Joyant

### Art moderne
Le musée d'Albi présente des collections d'art moderne, d'amis ou de contemporains d'Henri de Toulouse-Lautrec, mais aussi d'artistes ayant vécu à Paris pendant l'entre-deux-guerres.
- Louis Anquetin : Portait d'Yvette Guilbert (1893)
- Bernard-Joseph Artigue : Portrait de fillette
- Maurice Asselin : Femme nue debout ; Portrait du professeur Branly (1936)
- Émile Bernard :  Portrait de ma sœur Madeleine (1888)
- Jacques-Emile Blanche : Le salon rose dépôt du Musée d'Orsay
- Pierre Bonnard : Le golfe de Saint-Tropez au couchant (1937)
- Antoine Bourdelle : Femme nue, encre sur vélin ; Femme en marche, aquarelle sur papier ; Tête de femme de profil, fusain sur papier vergé ; Isadora Duncan, encre brune sur Vélin ; La destruction de Reims, encre noire, gouache et aquarelle
- Eugène Carrière : Portrait de Gustave Geffroy (1891) ; Portrait de Mme Arthur Fontaine
- Edgar Degas : L'Homme au gibus
- Maurice Denis : Saint-François-du-Désert (1907) ; Vasque de la villa Médicis
- Maxime Dethomas :  Portrait de Toulouse-Lautrec en pied, en costume de plage (1898) ; Femme Assise dans un parc (1910); Portrait à l'Atelier (~1910)
- Jean-Louis Forain : Le Salon
- Othon Friesz : Le large ; Les remparts de Saint-Malo
- François Gauzi : Scène mythologique
- Louis Legrand : Portrait de femme
- Aristide Maillol : Étude de femme et Femme nue de dos
- Albert Marquet : Le port de Rouen (1925) ;  La mosquée de Laghouat (1929) ; La seine à la Frette en Automne (1938-39)
- Henri Martin : un portrait de Jean Jaurès et celui de son fils Louis
- Charles Maurin : La lecture au jardin du Luxembourg - Fusain, gouache sur papier
- Daniel de Monfreid : Paysage de Collioure ; Tête de jeune femme (1892) ; Nature morte (1905)
- René Princeteau : Toulouse-Lautrec à 19ans (1883) ; Cavalier de chasse à courre (1892) ; Geoffroy de Ruillé chassant à courre, avec son fils
- Henri Rachou : Bords de la Garonne
- Paul Sérusier : Sous-Bois (Le Huelgoate) ; Pommes et écuelle bleu (1922)

- Théophile Alexandre Steinlen : Femme au corsage blanc (~1900)
- André Utter : Nature morte au tabouret
- Suzanne Valadon : Fillette nue allongée sur un canapé (1894)
- Félix Vallotton : Mme Vallotton au piano (1899)

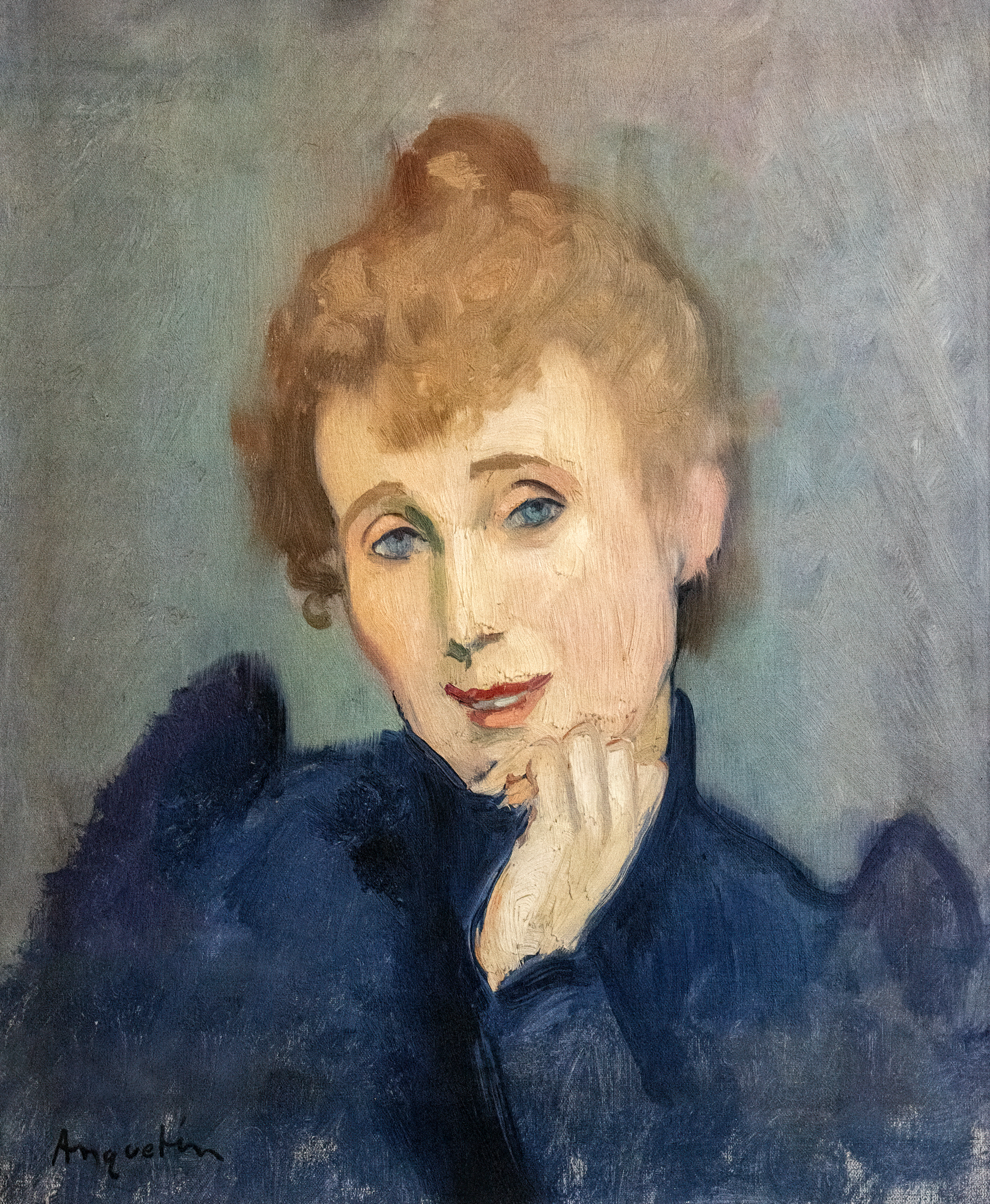
Portait d'Yvette Guilbert, Louis Anquetin
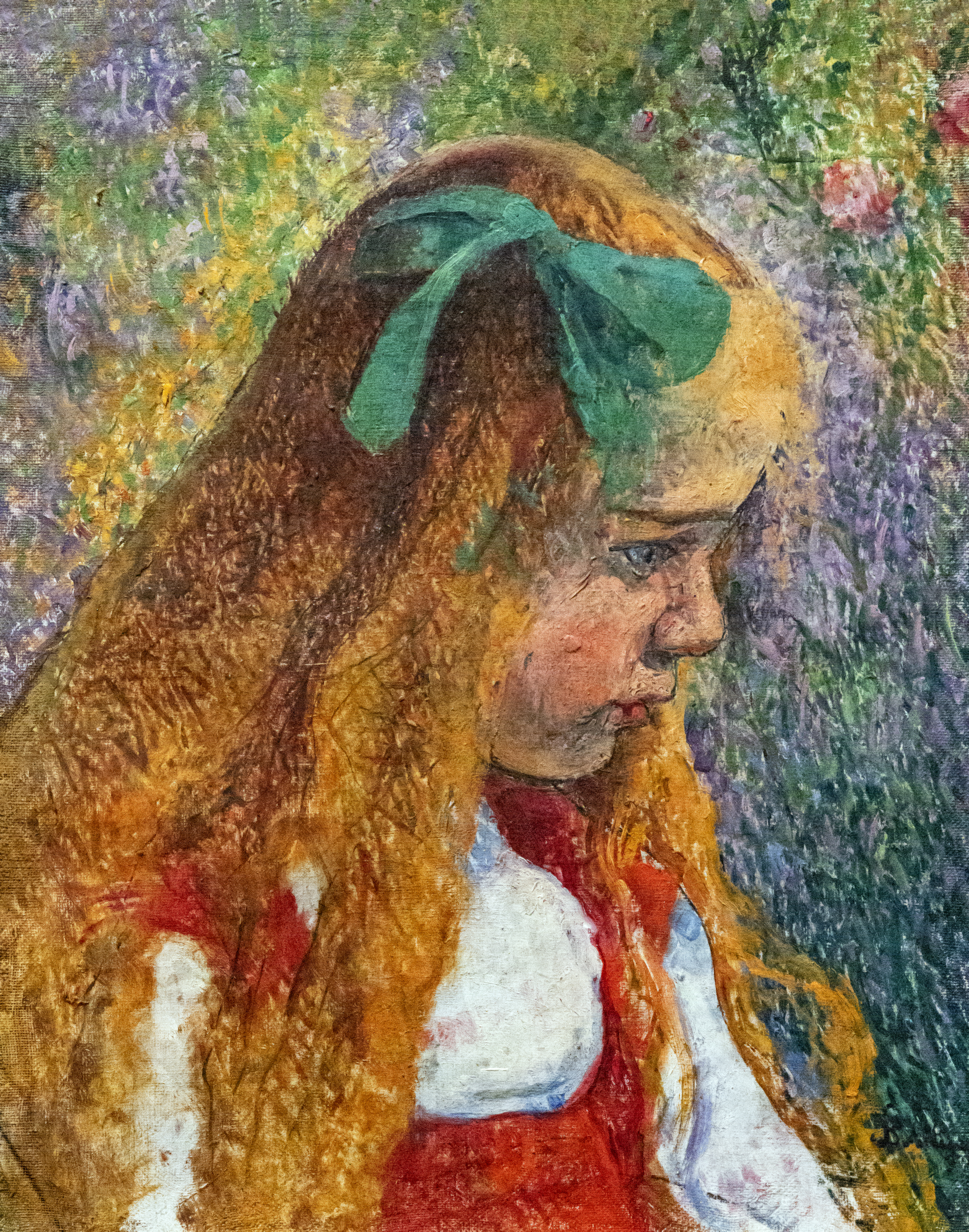
Portrait de fillette, Joseph Artigue
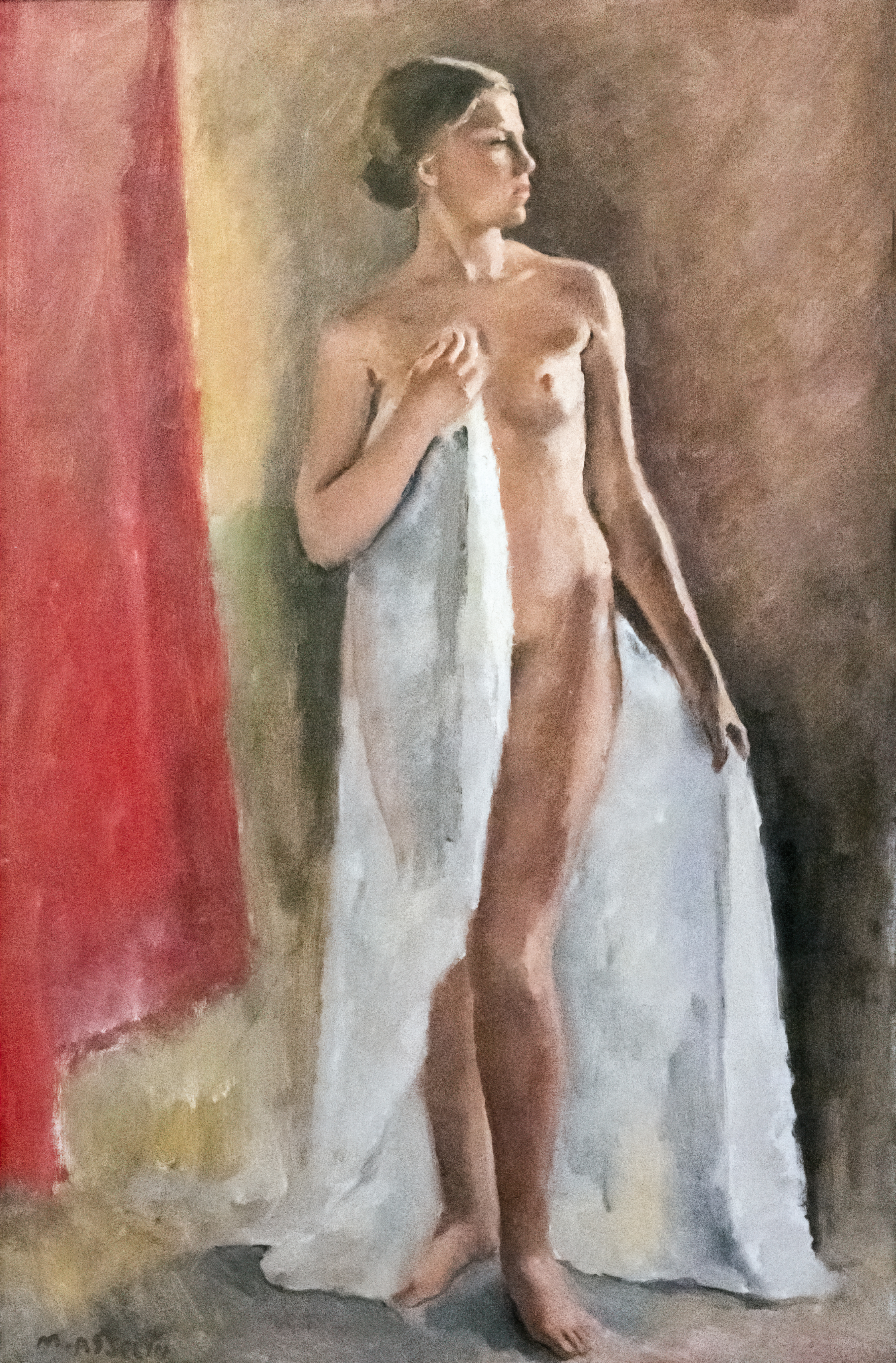
Femme nue debout, Maurice Asselin
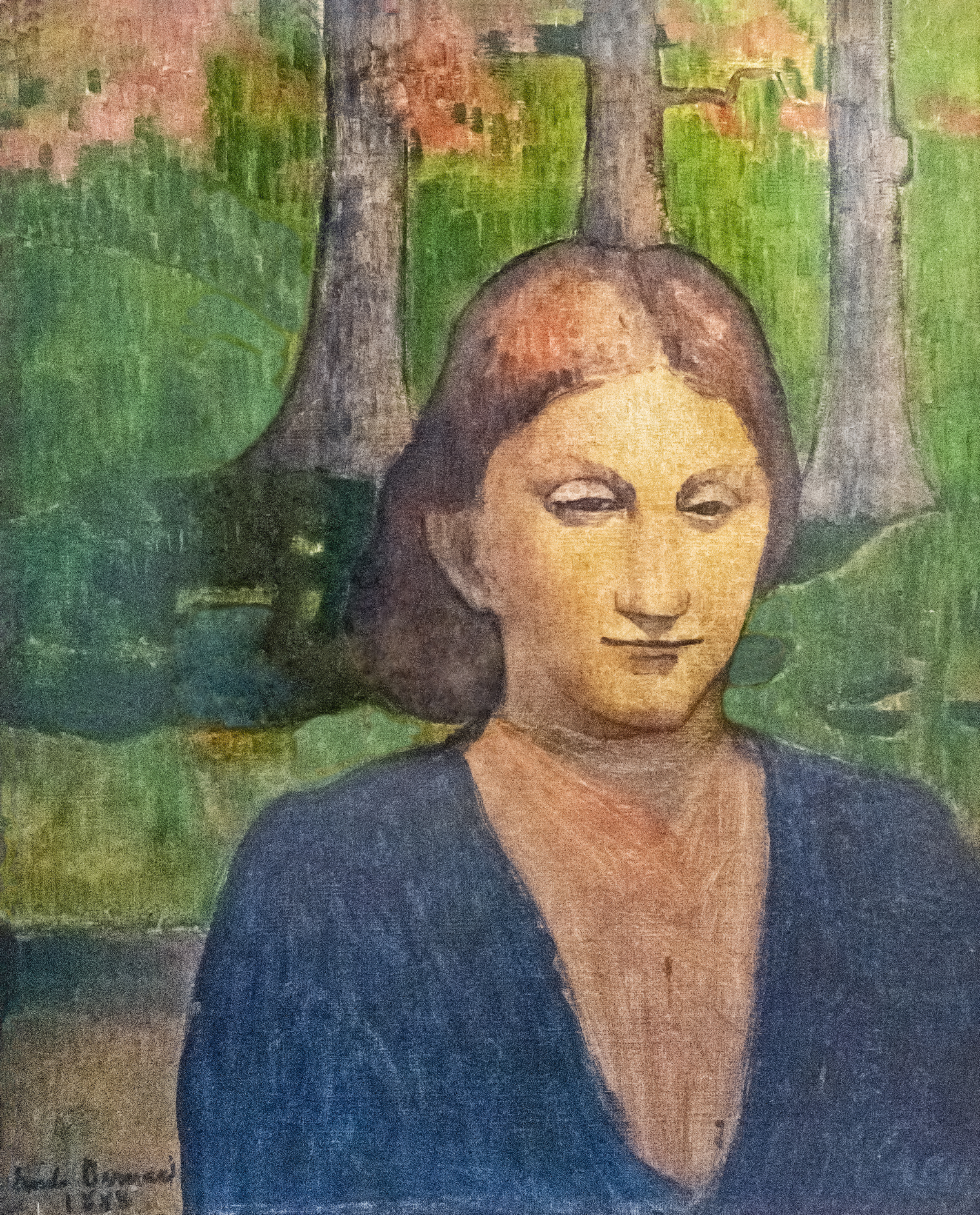
Portrait de ma sœur Madeleine, Émile Bernard
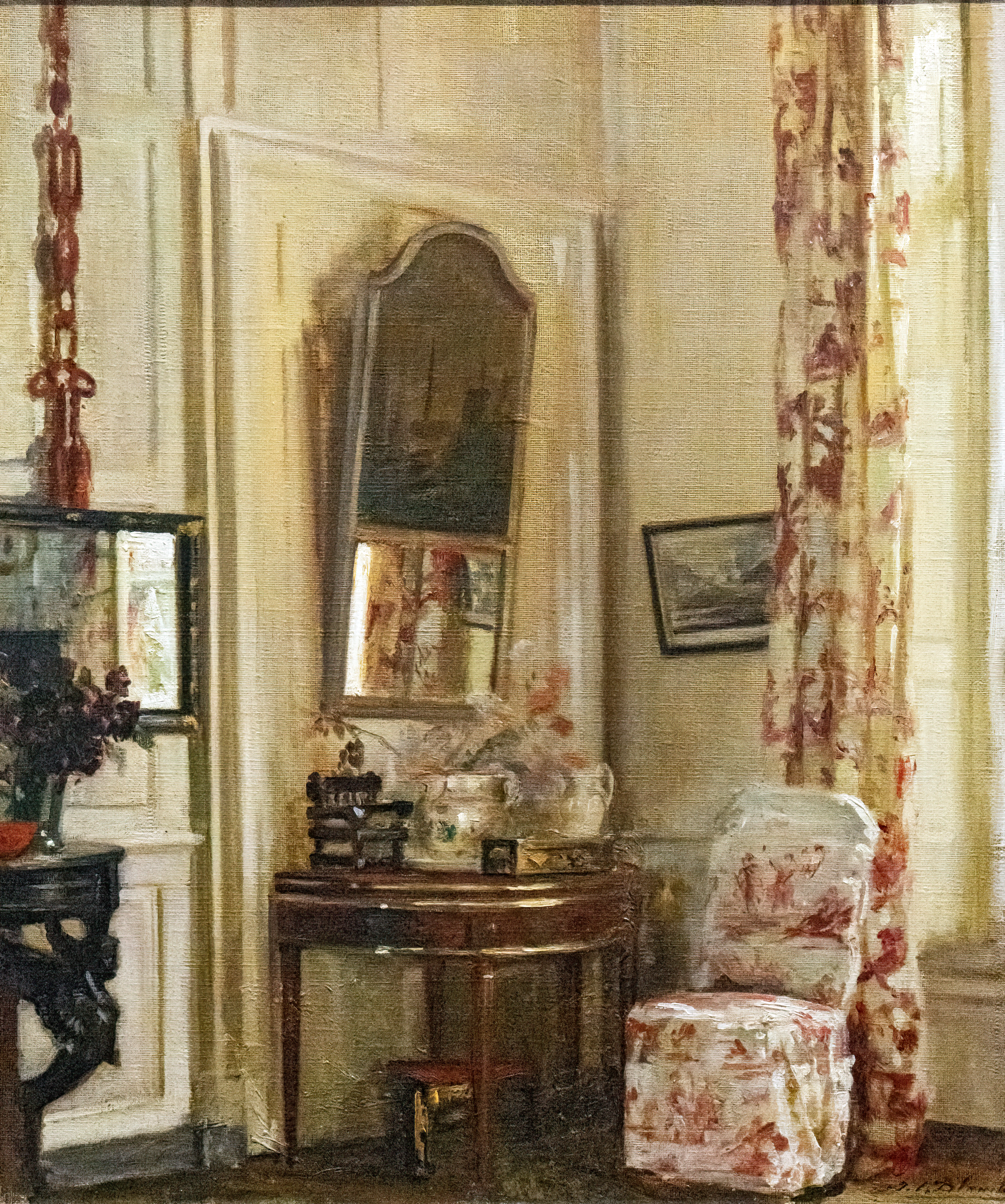
Le salon rose, Jacques-Emile Blanche
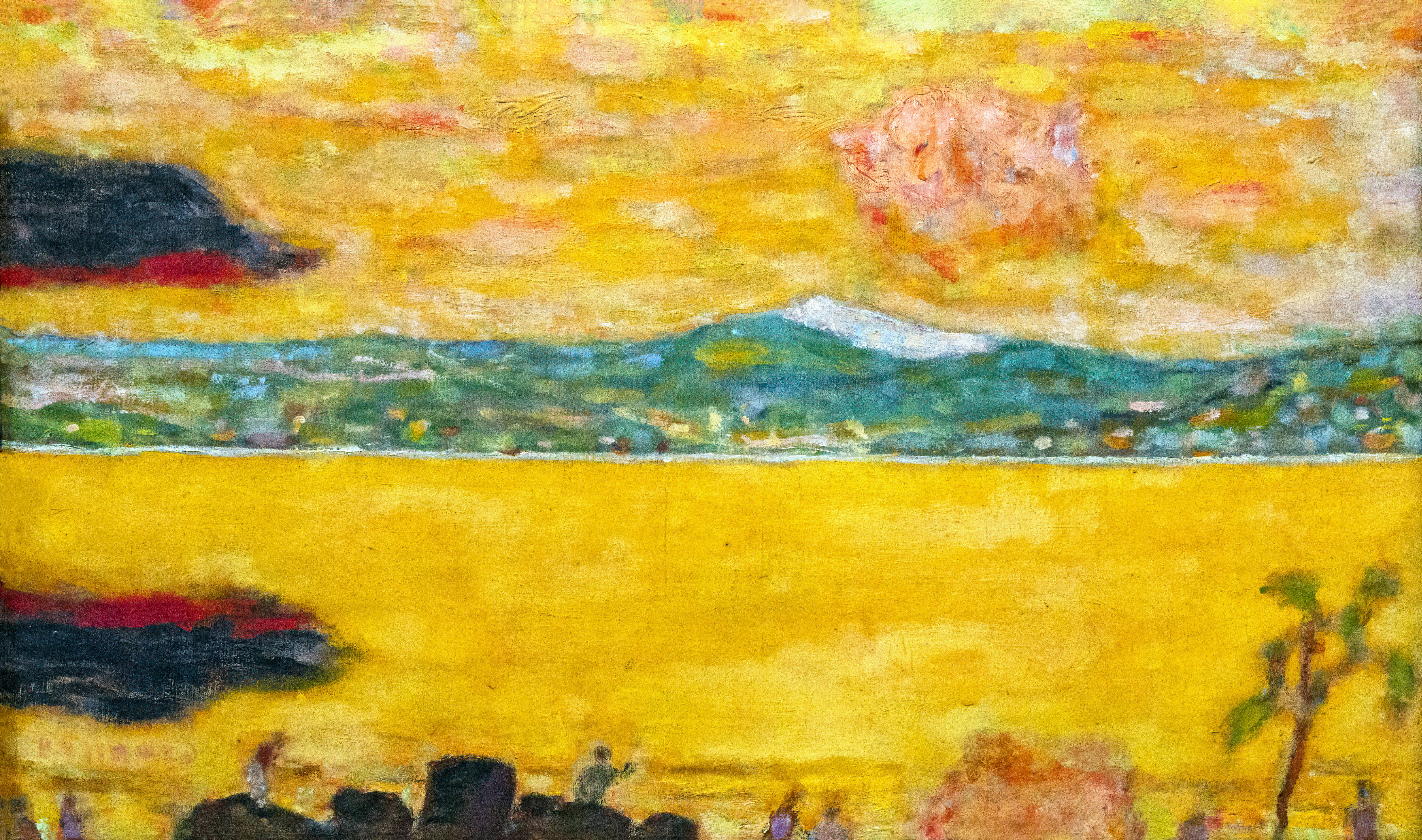
Le golf de Saint-Tropez au couchant, Pierre Bonnard (1937)
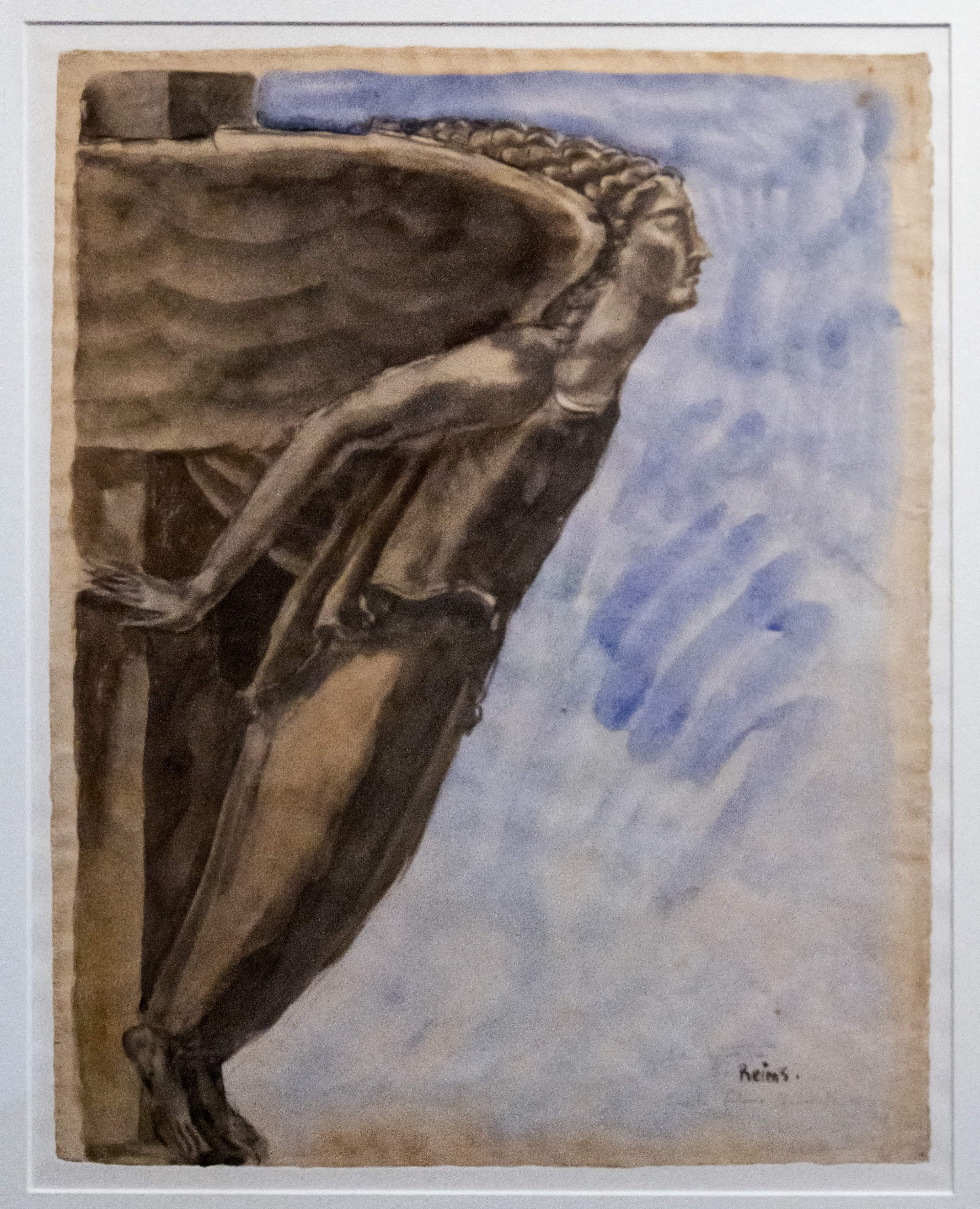
La destruction de Reims, Antoine Bourdelle
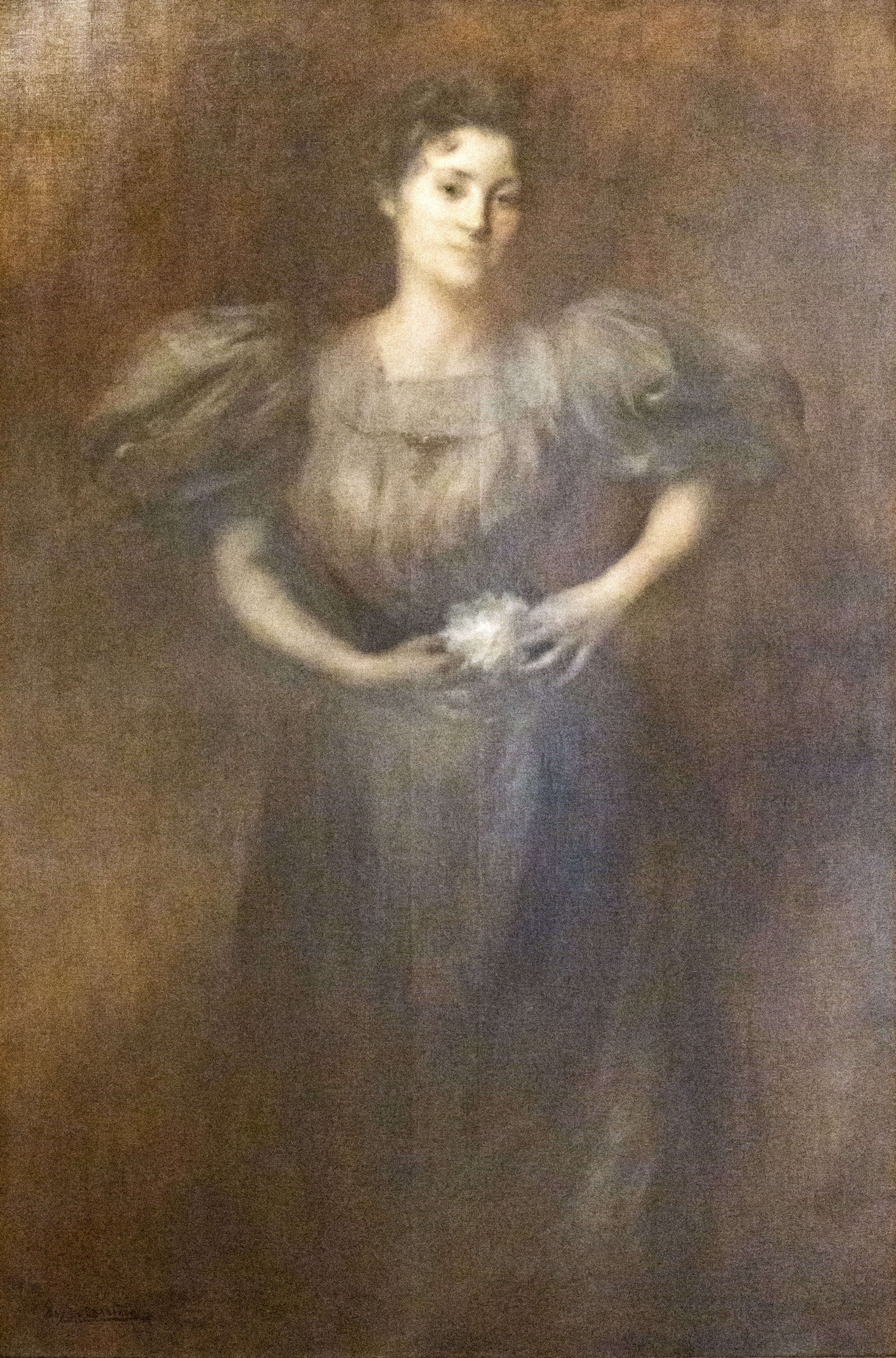
Portrait de Mme Arthur Fontaine, Eugène Carrière
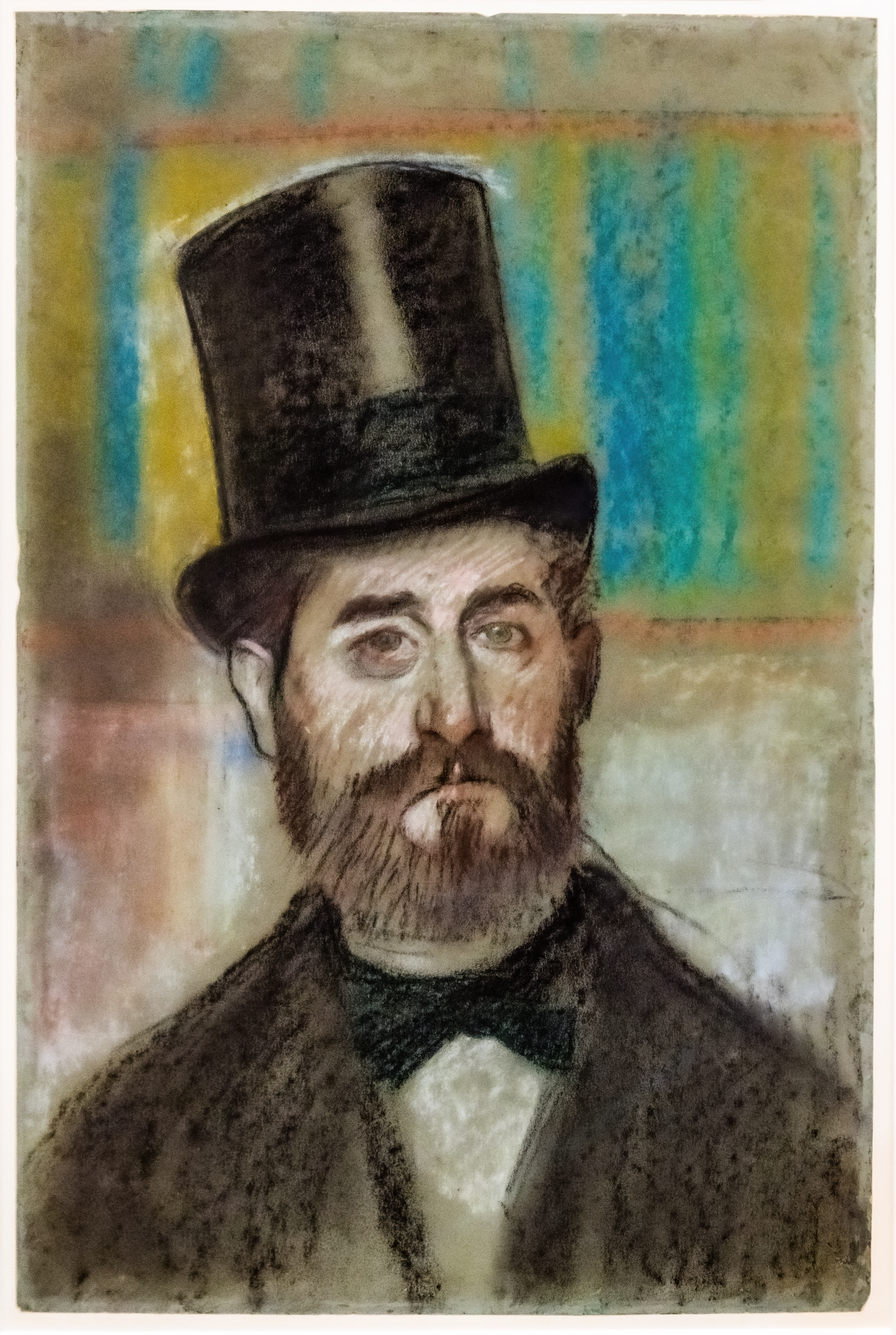
L'Homme au gibus, Edgar Degas
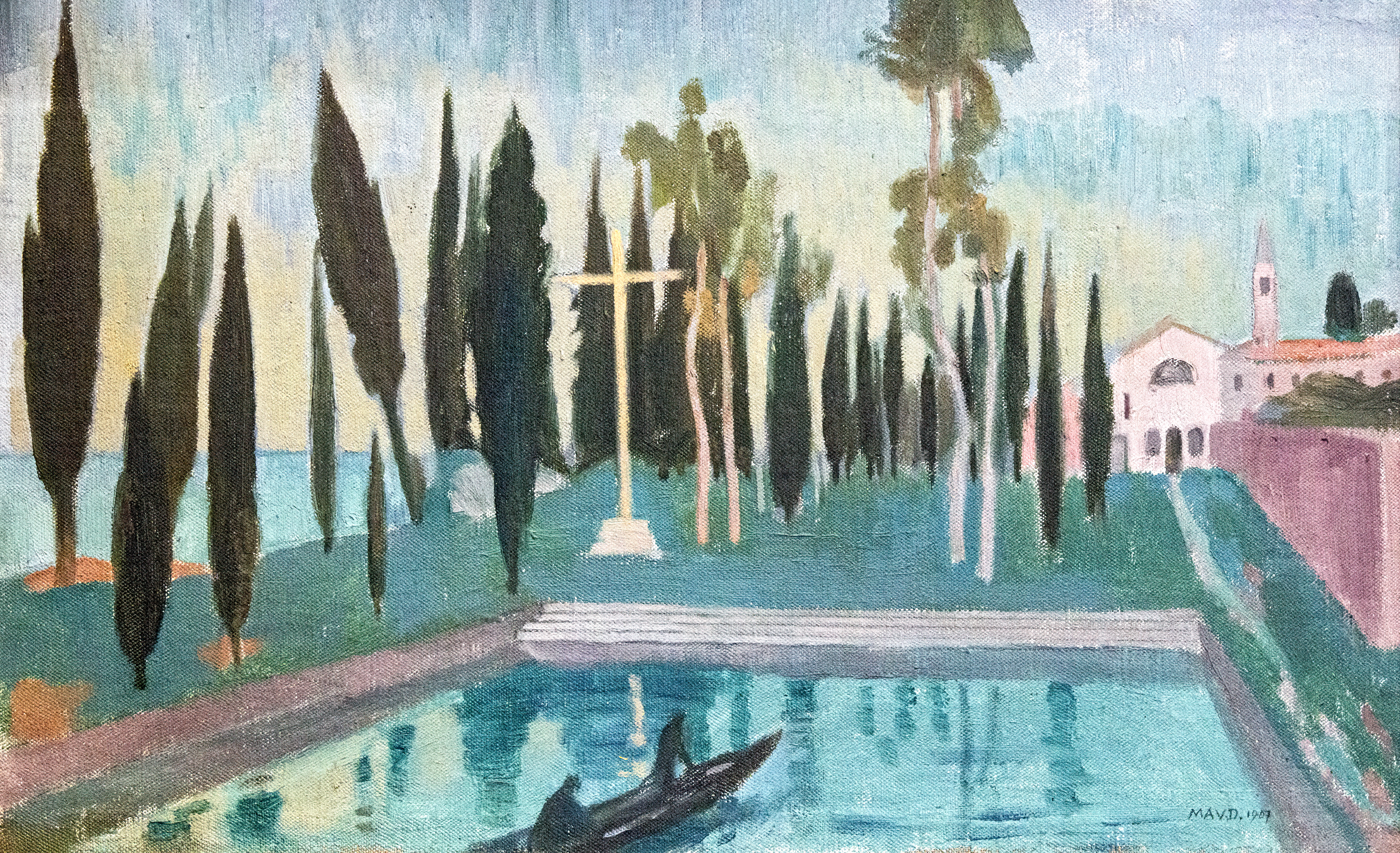
Saint-François-du-Désert, Maurice Denis
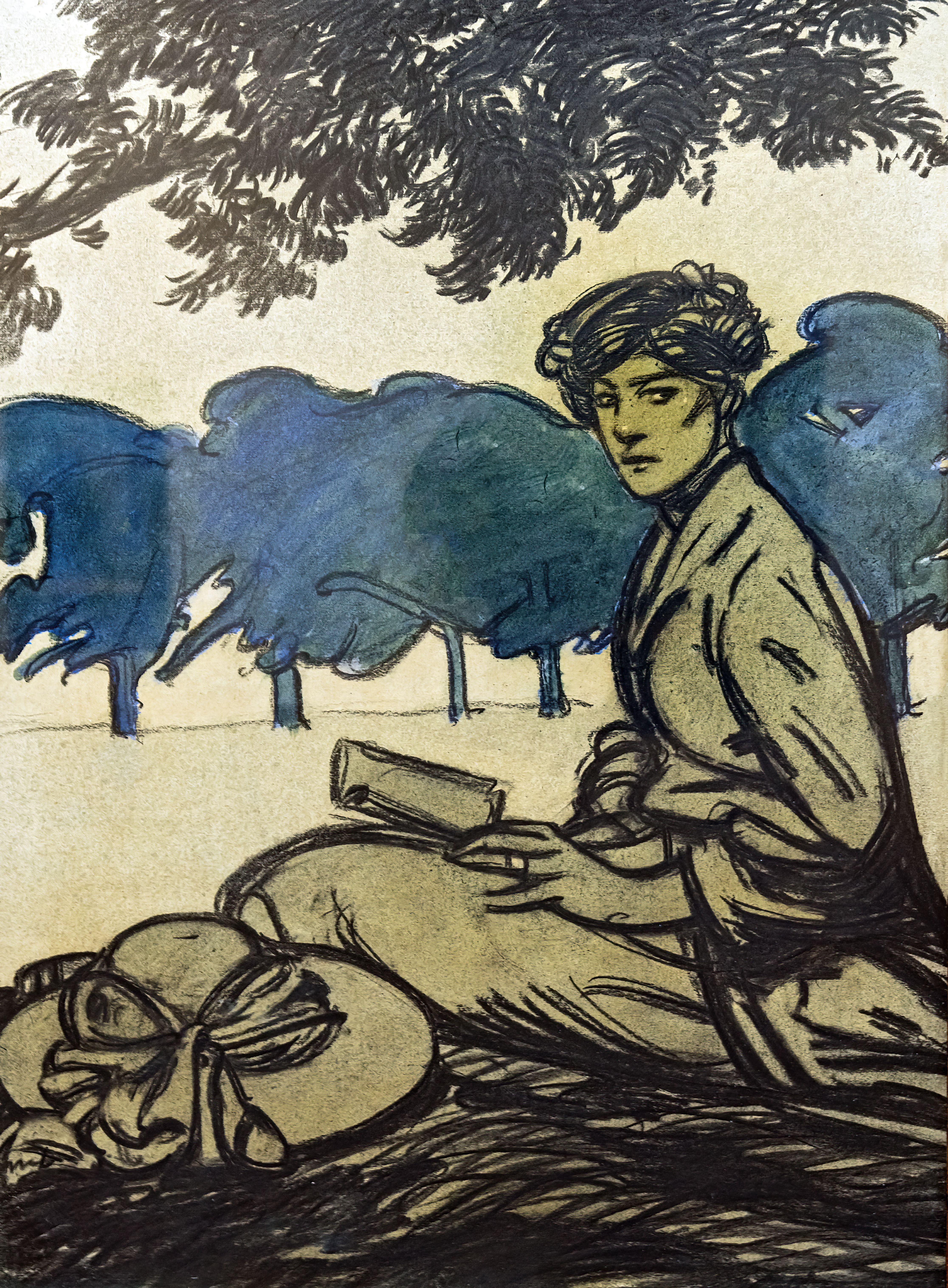
Femme Assise dans un parc, Maxime Dethomas
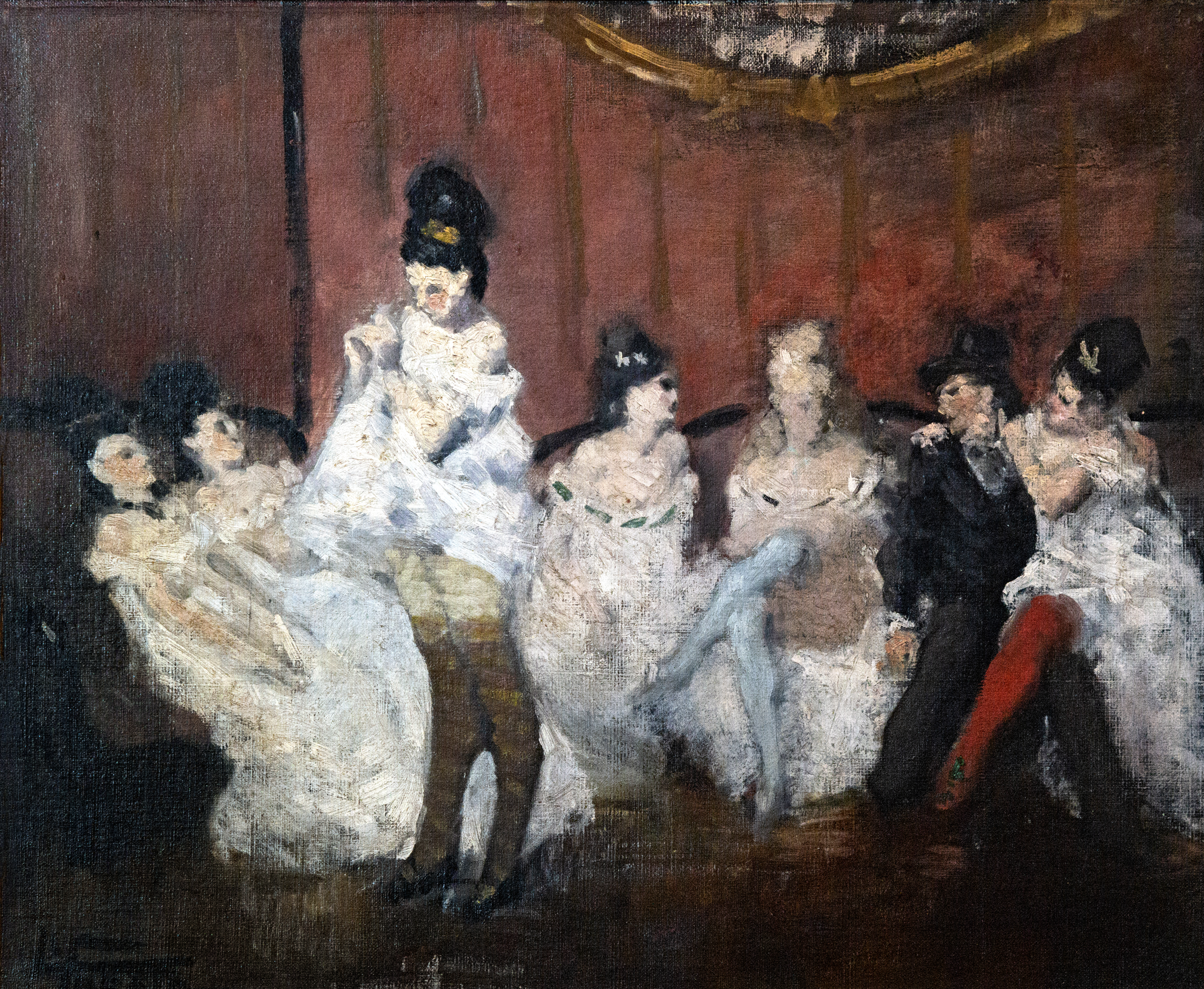
Le salon, Jean-Louis Forain
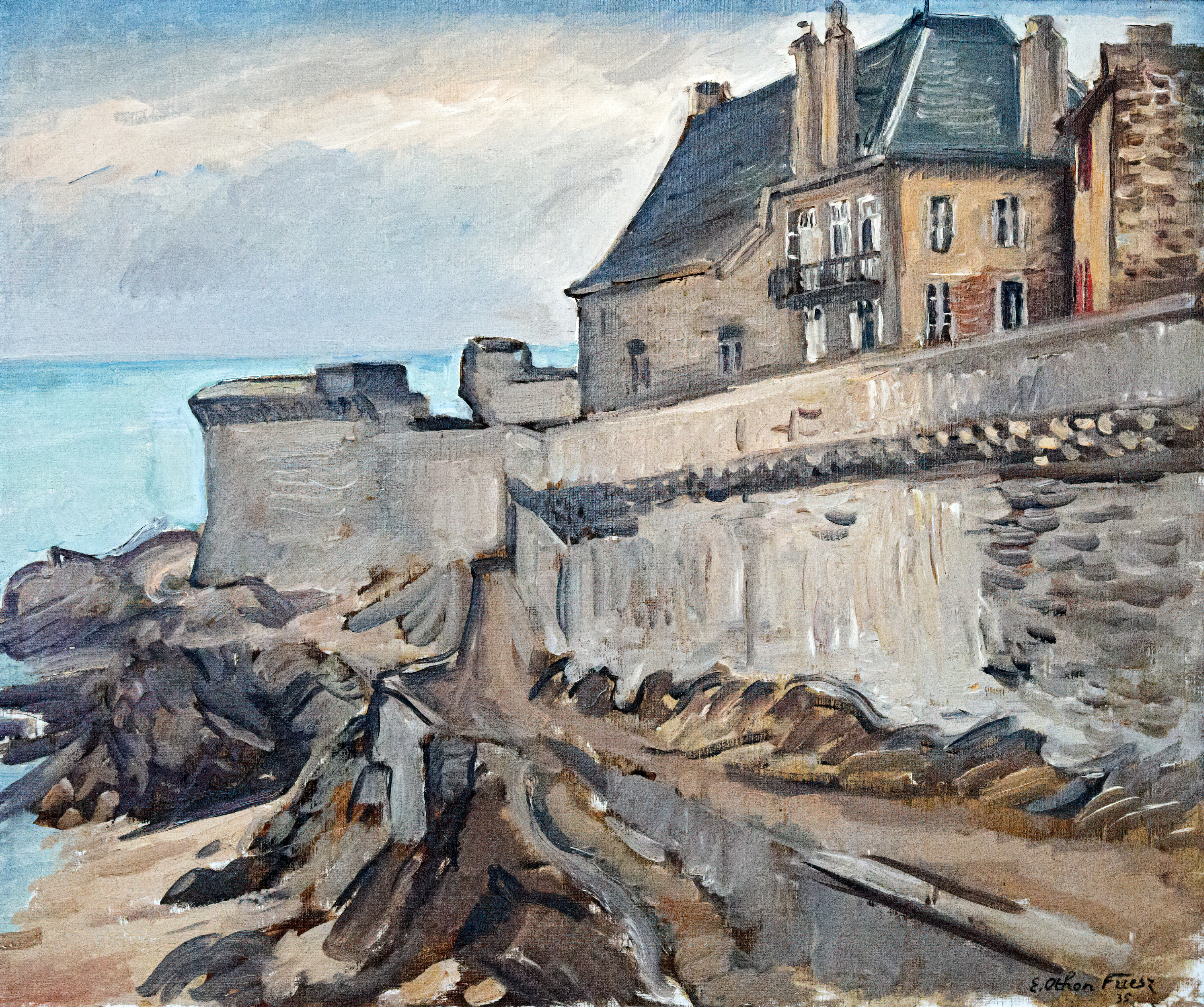
Les remparts de Saint-Malo, Othon Friesz
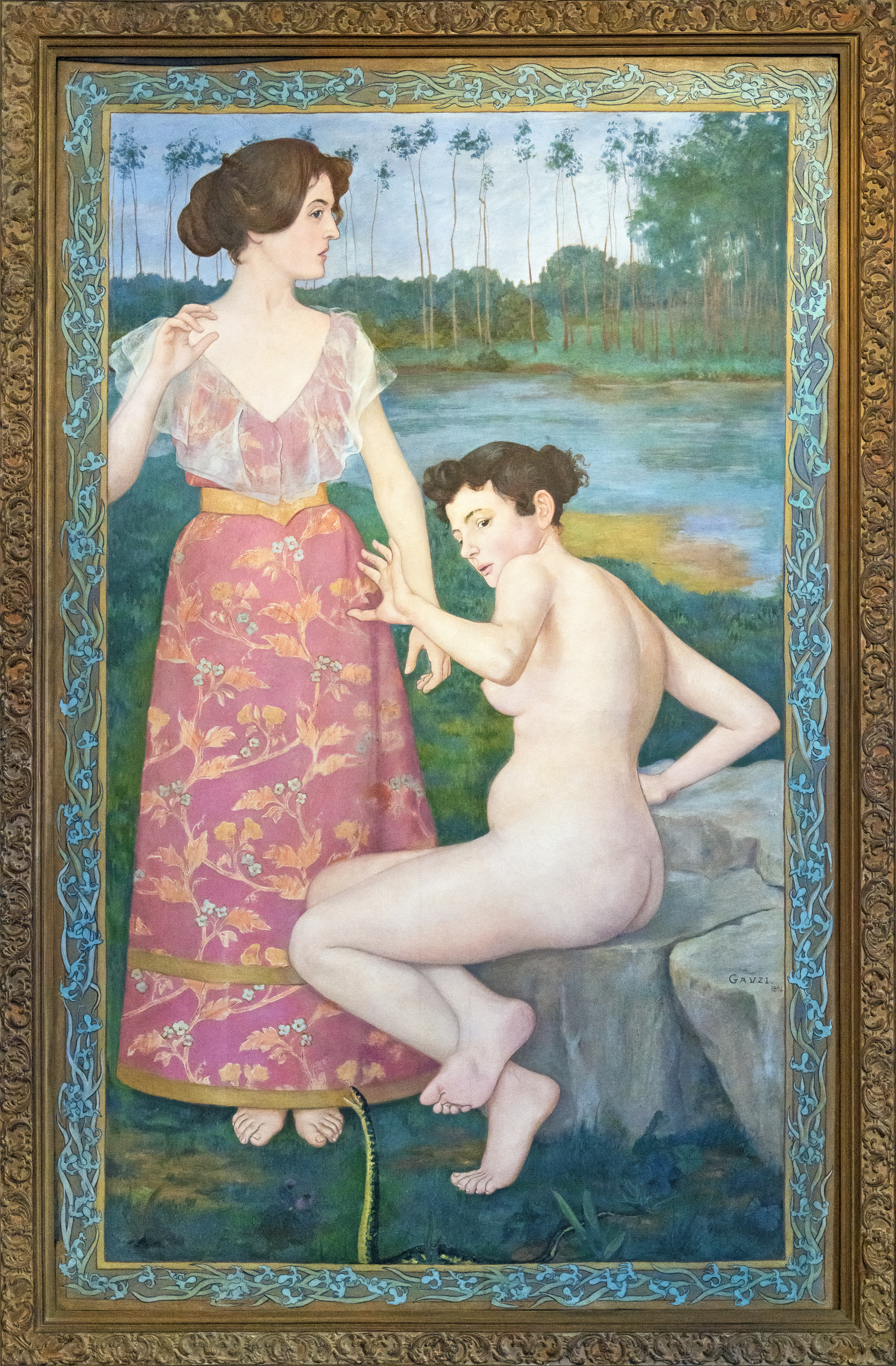
Scène mythologique, François Gauzi
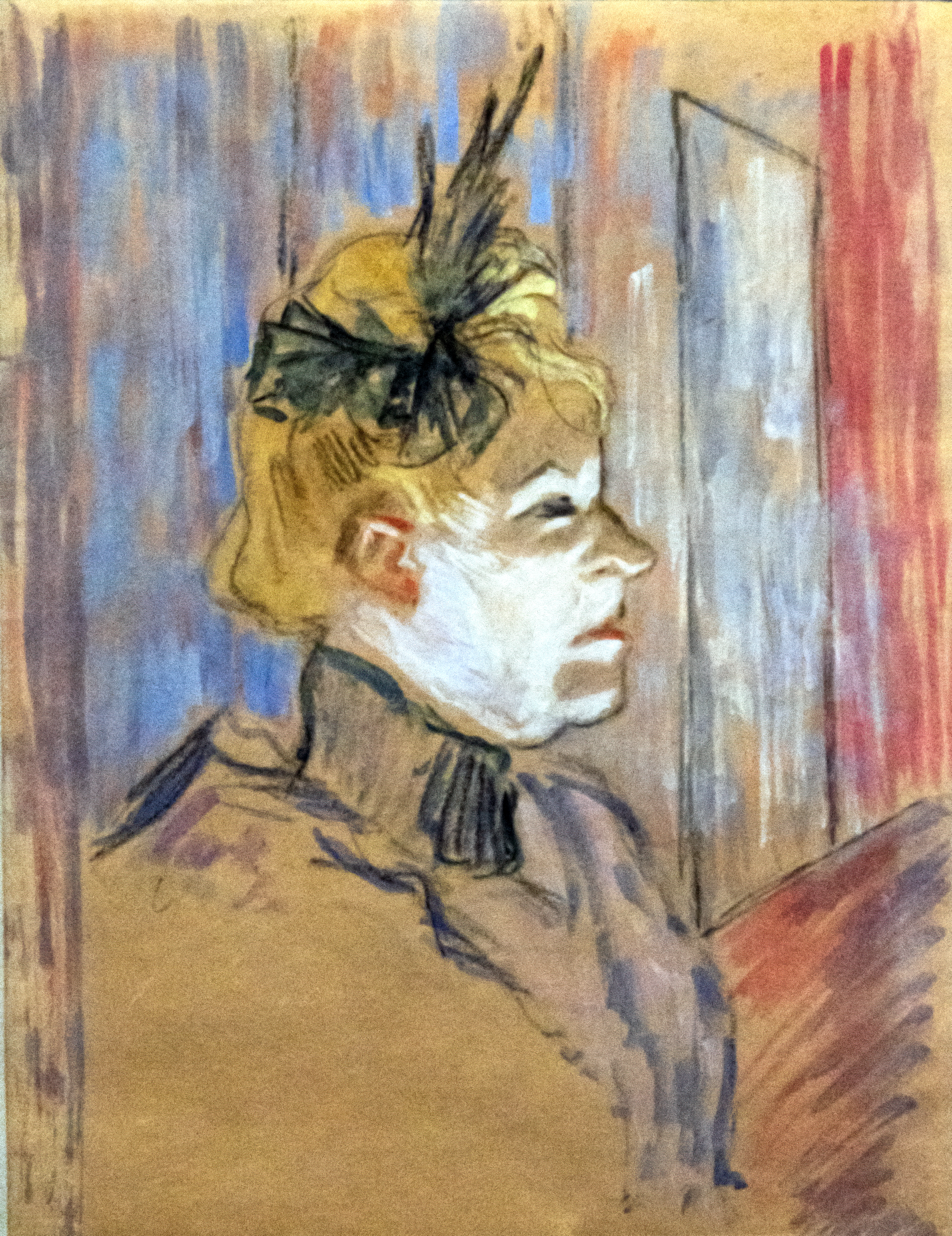
Édouard Vuillard: Souvenir d'une visite chez Forain (1928) ; Portrait de Toulouse Lautrec, à Villeneuve-sur-Yonne, chez les Natanson (1898) ; Femme au bouquet (1925)
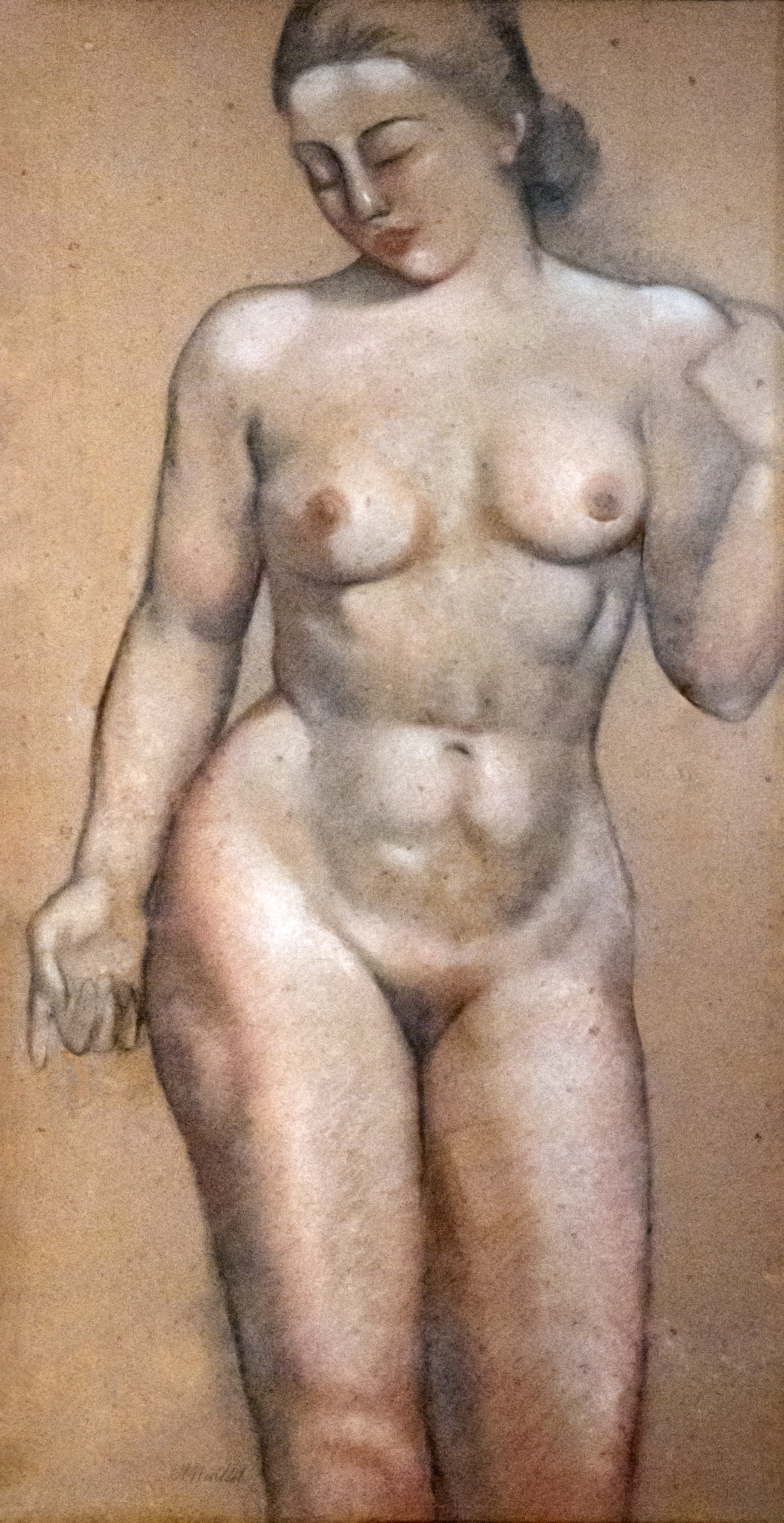
Étude de femme, Aristide Maillol
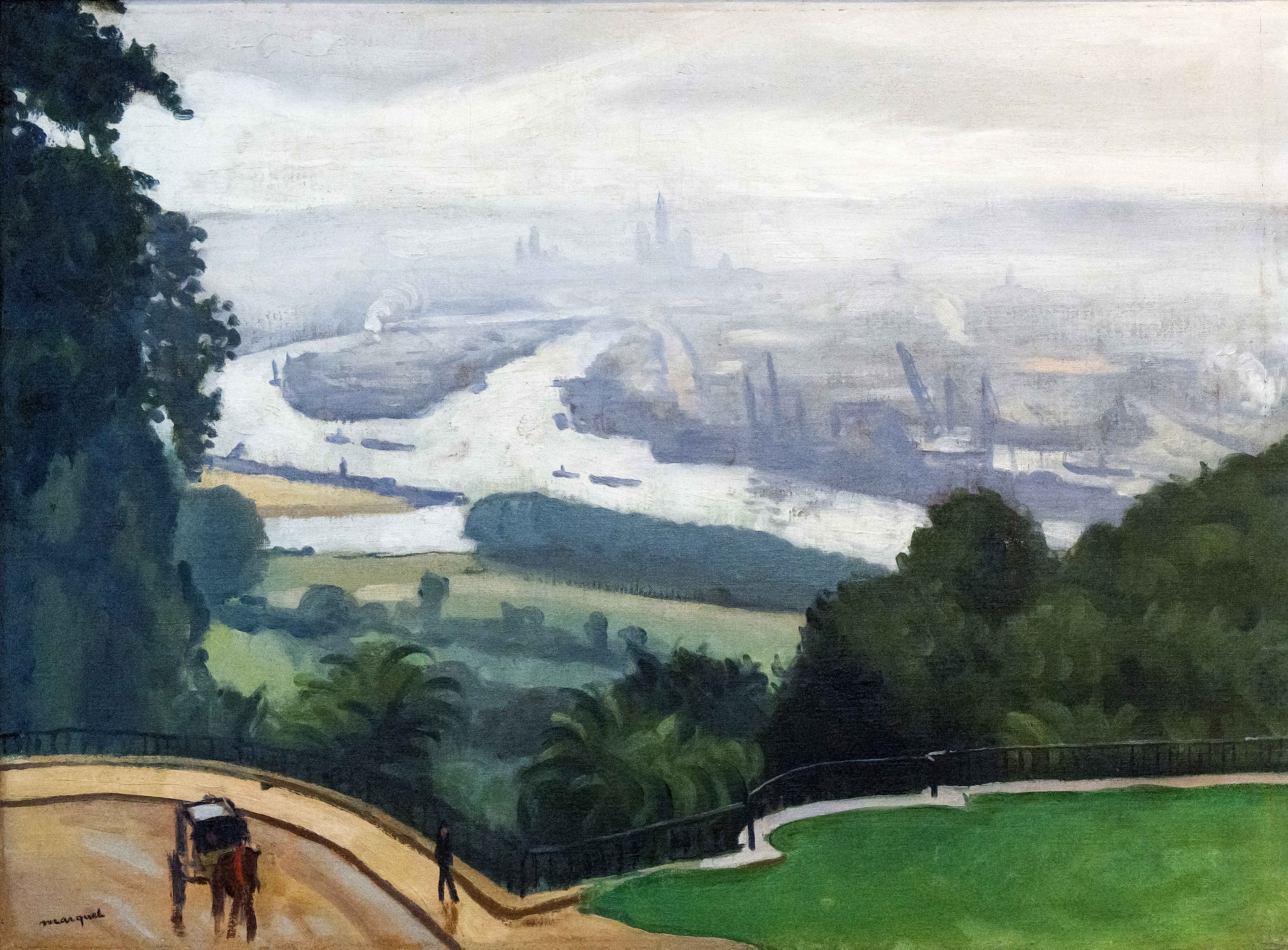
Le port de Rouen, Albert Marquet (1925)
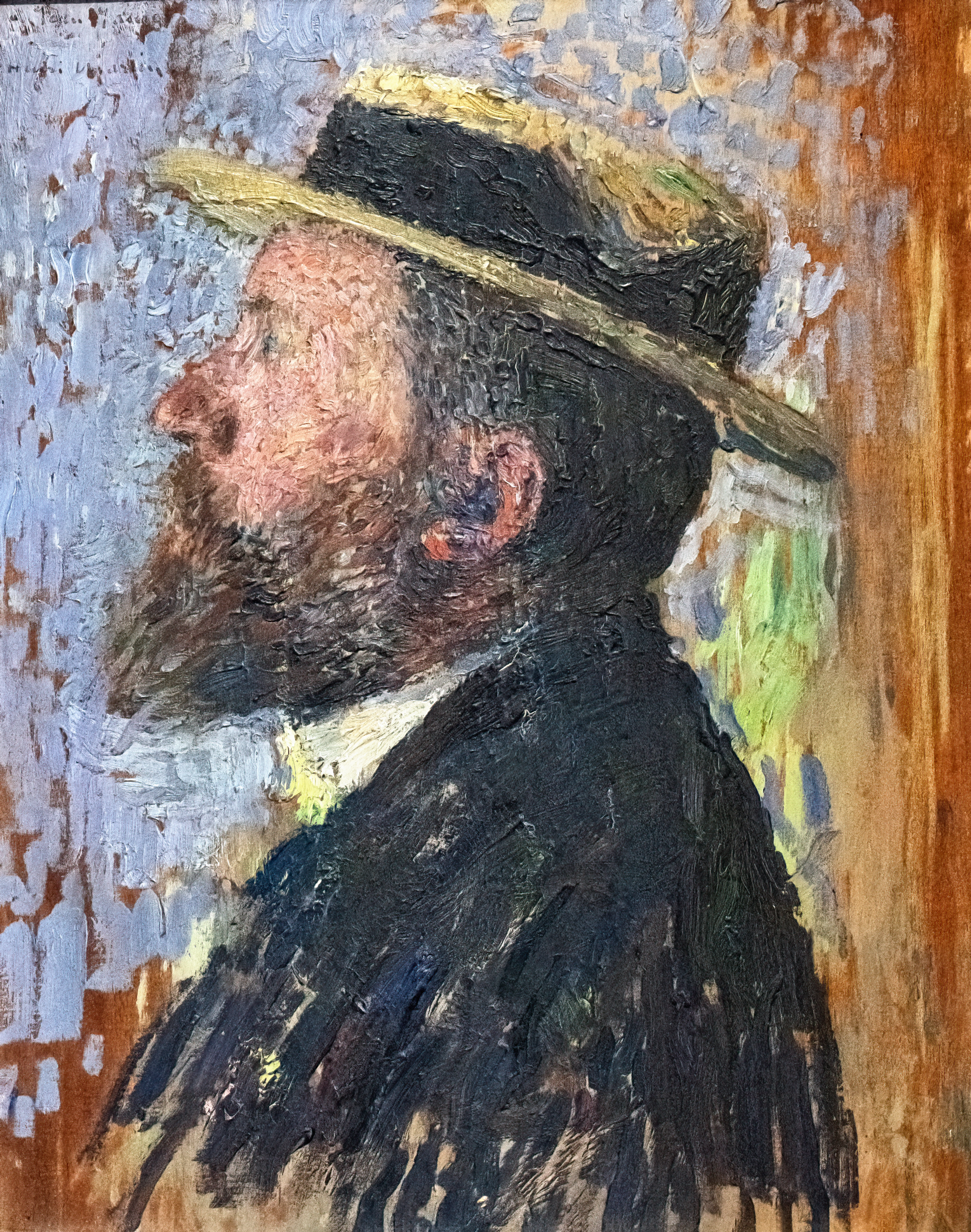
Portrait de Jean Jaurès, Henri Martin (1905)
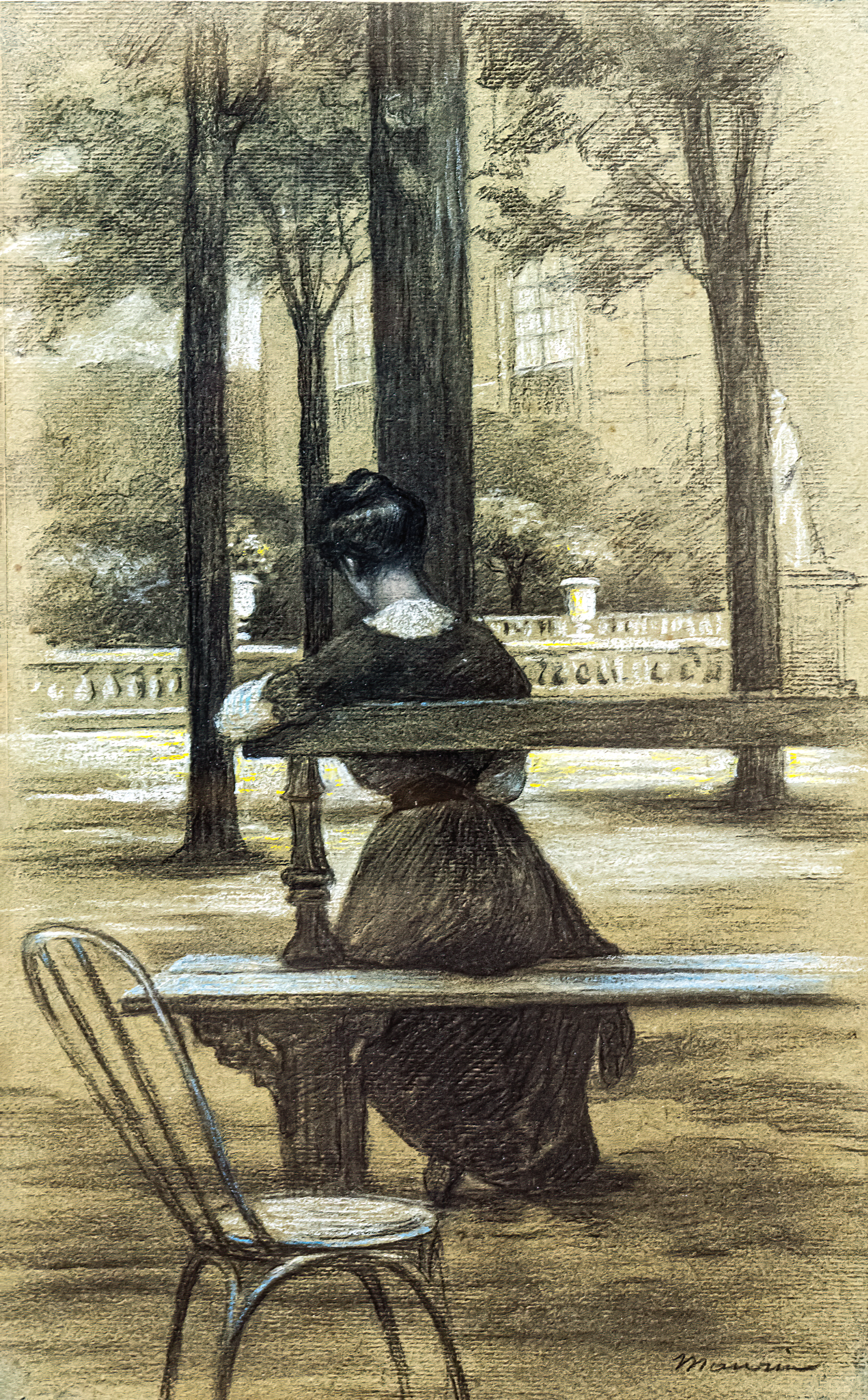
La lecture au jardin du Luxembourg, Charles Maurin
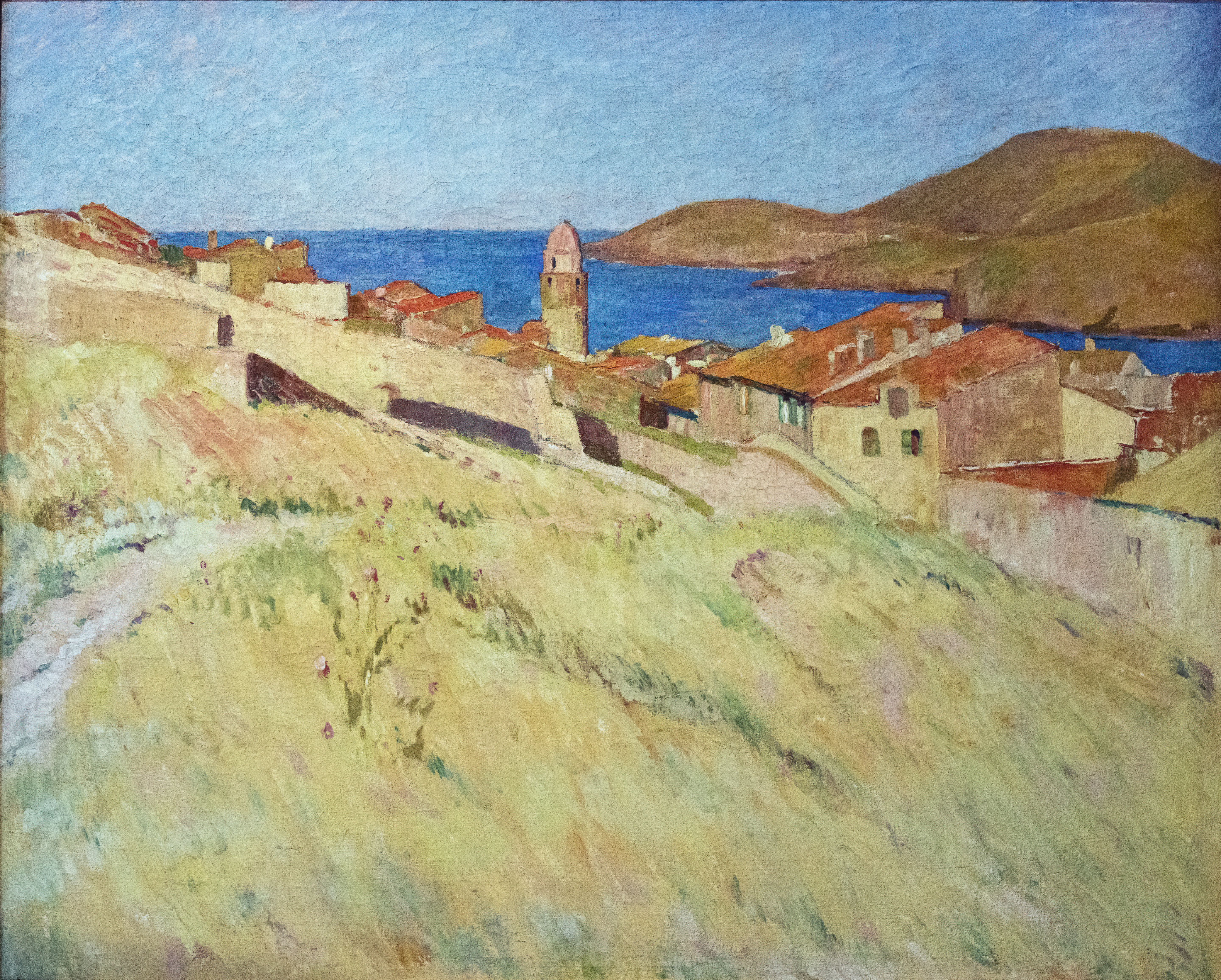
Paysage de Collioure, Daniel de Monfreid
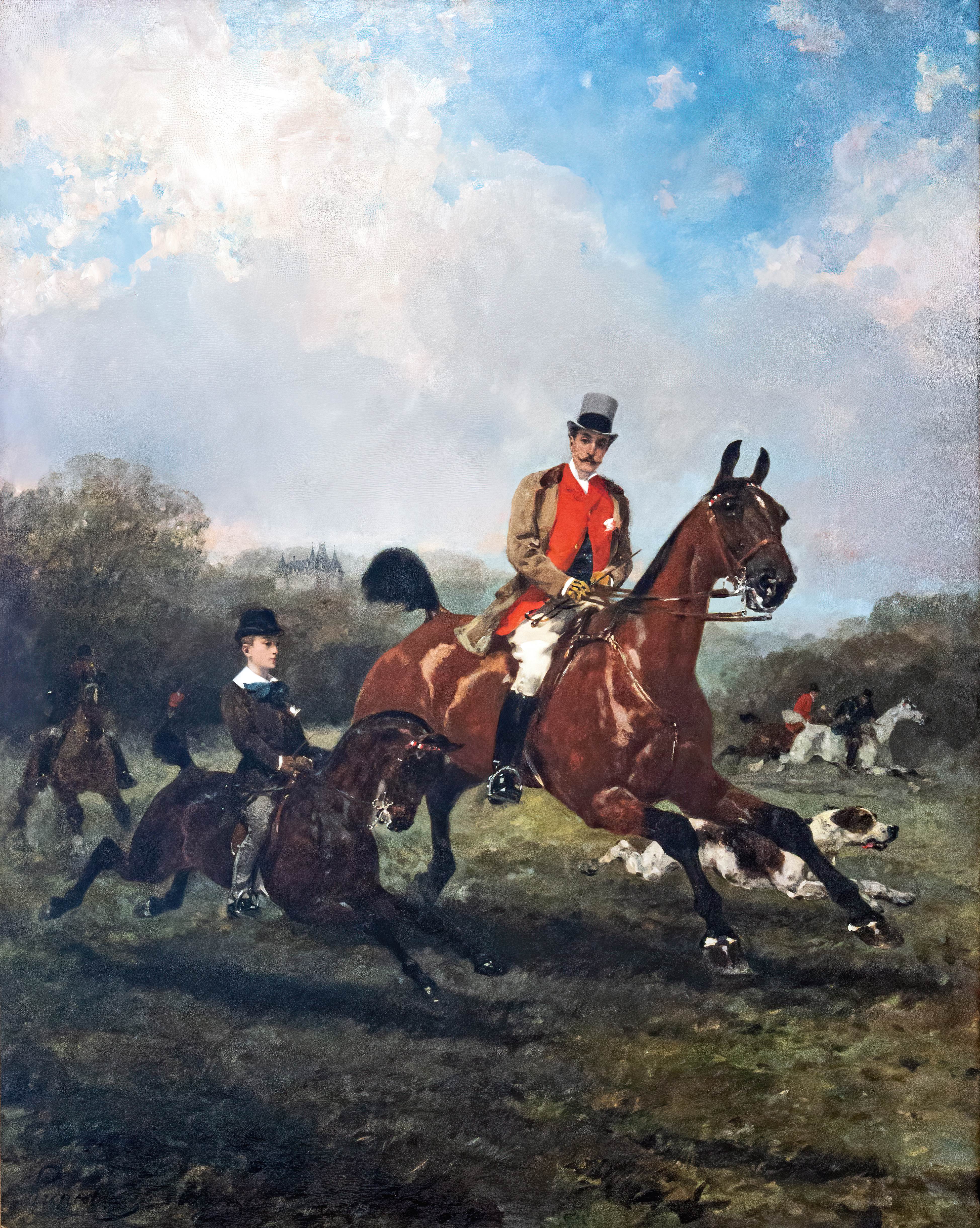
Geoffroy de Ruillé chassant à courre, avec son fils, René Princeteau
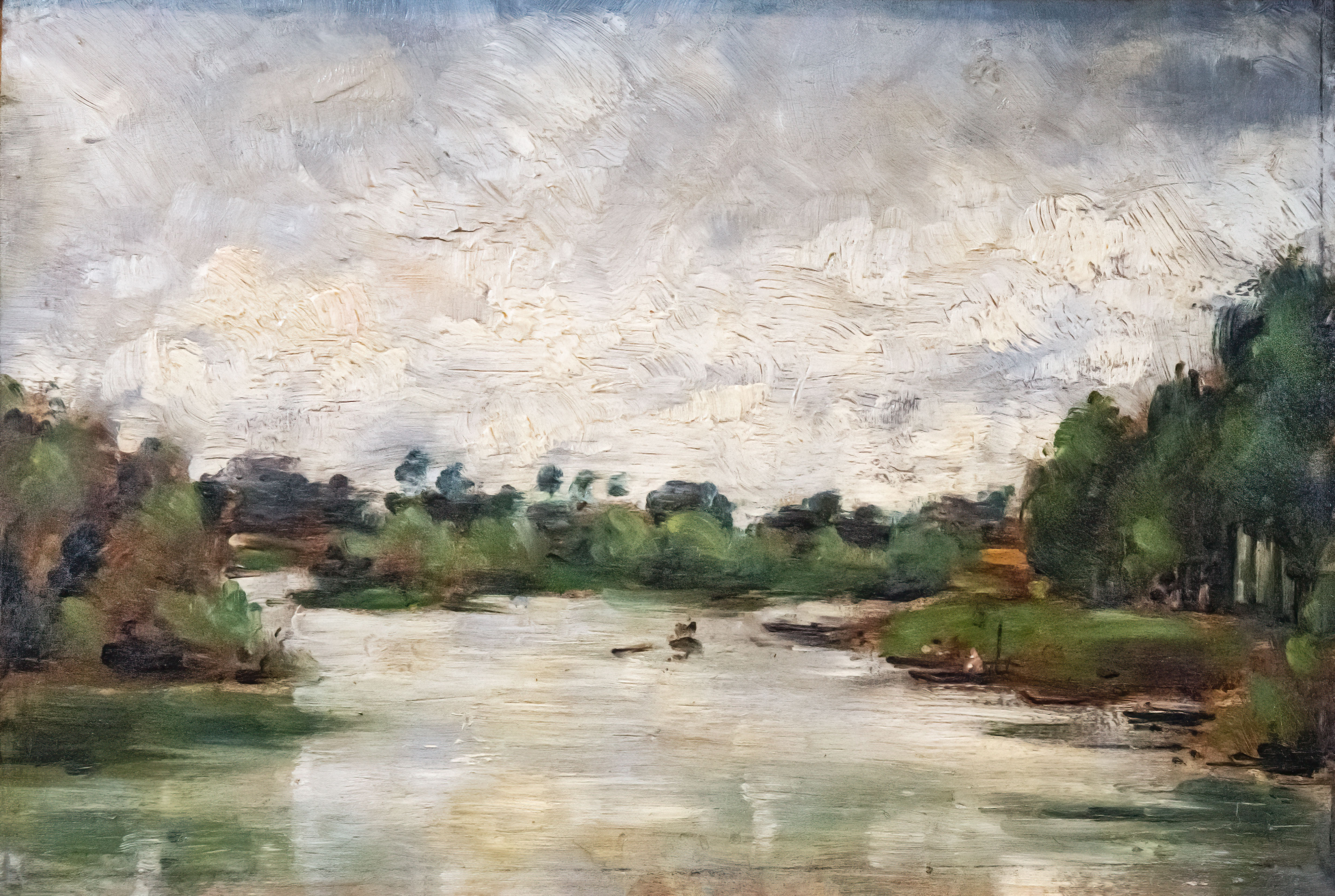
Bords de la Garonne, Henri Rachou
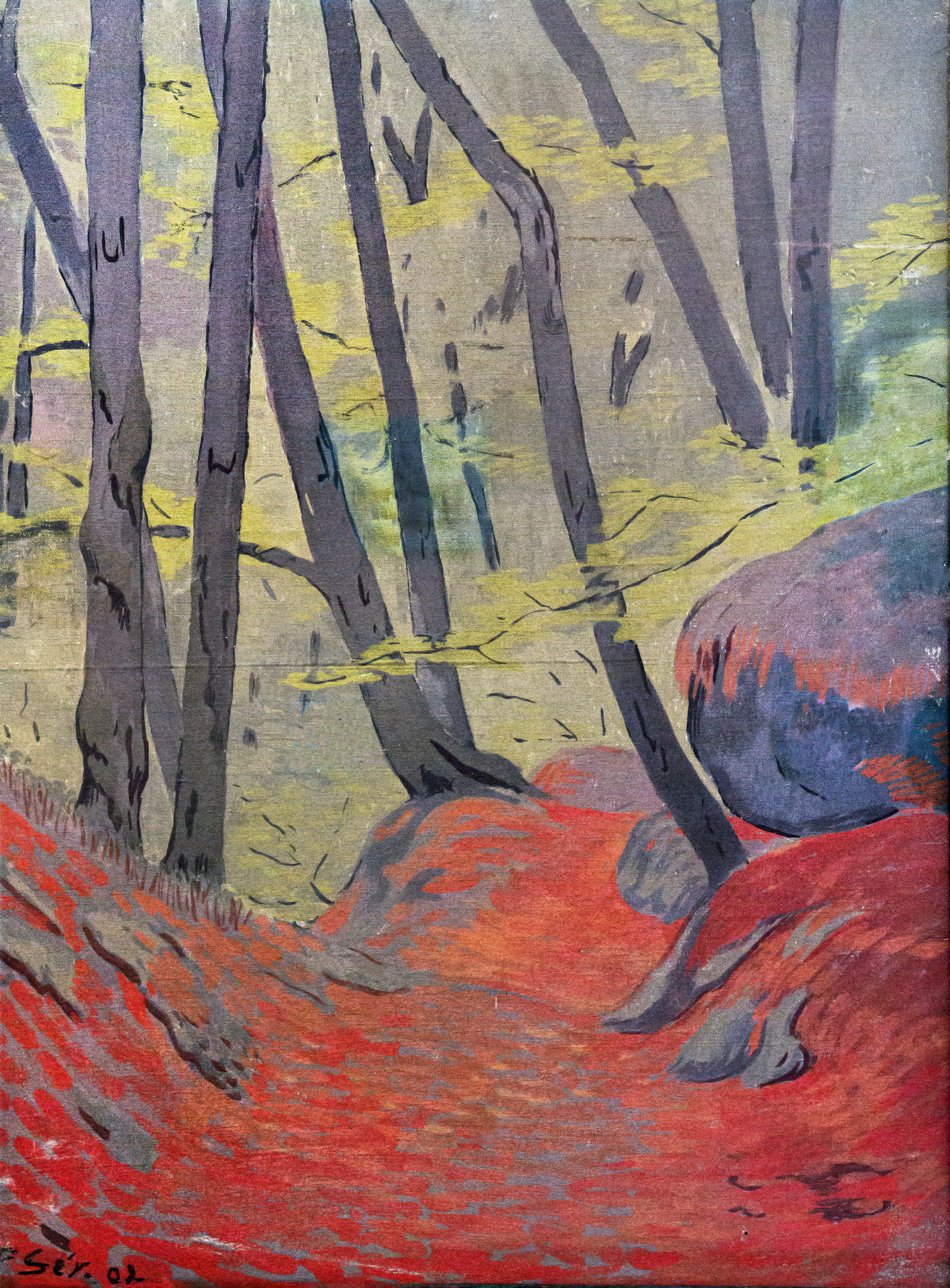
Sous-Bois (Le Huelgoate), Paul Sérusier (1892)
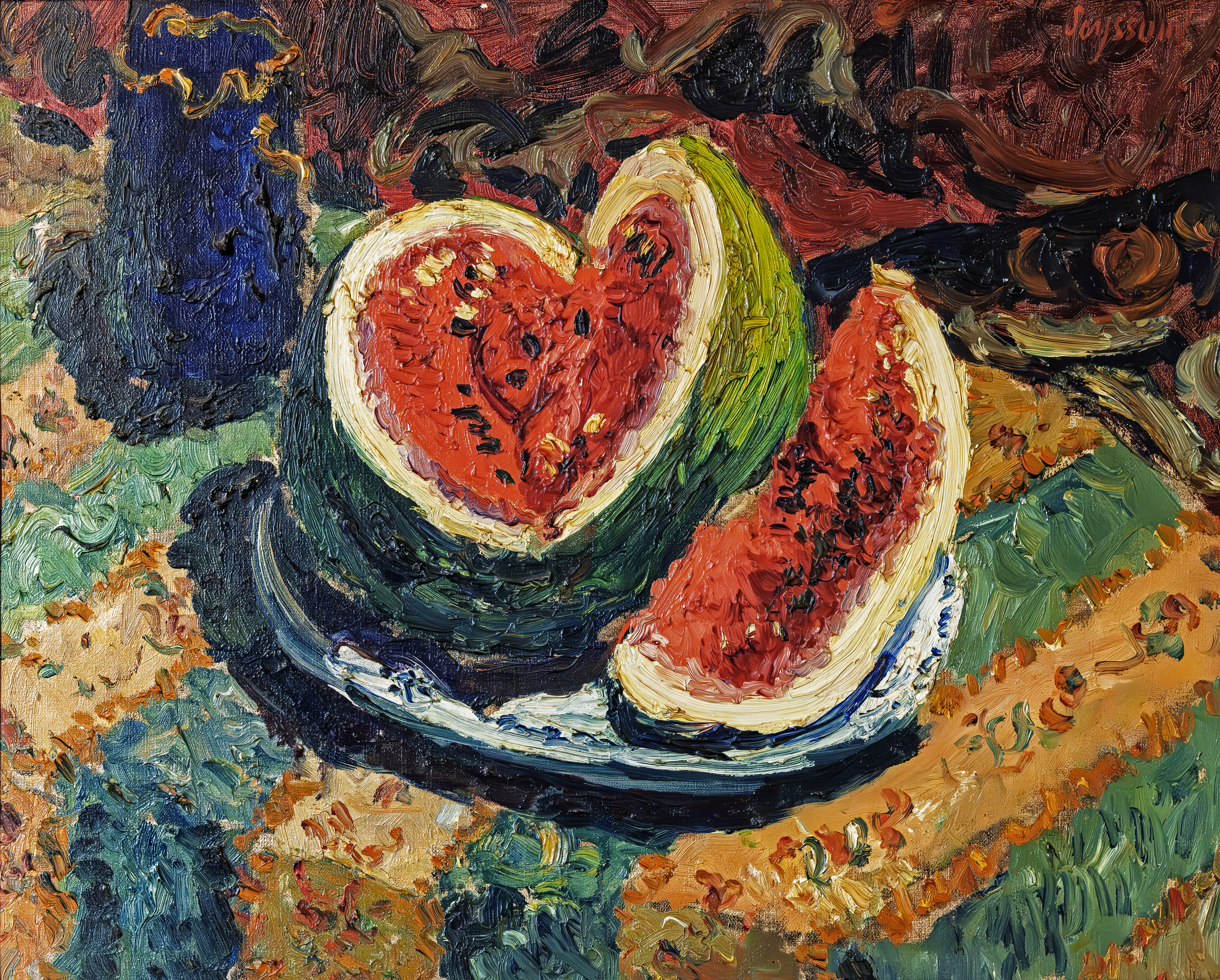
La Pastèque, René Seyssaud (1922)
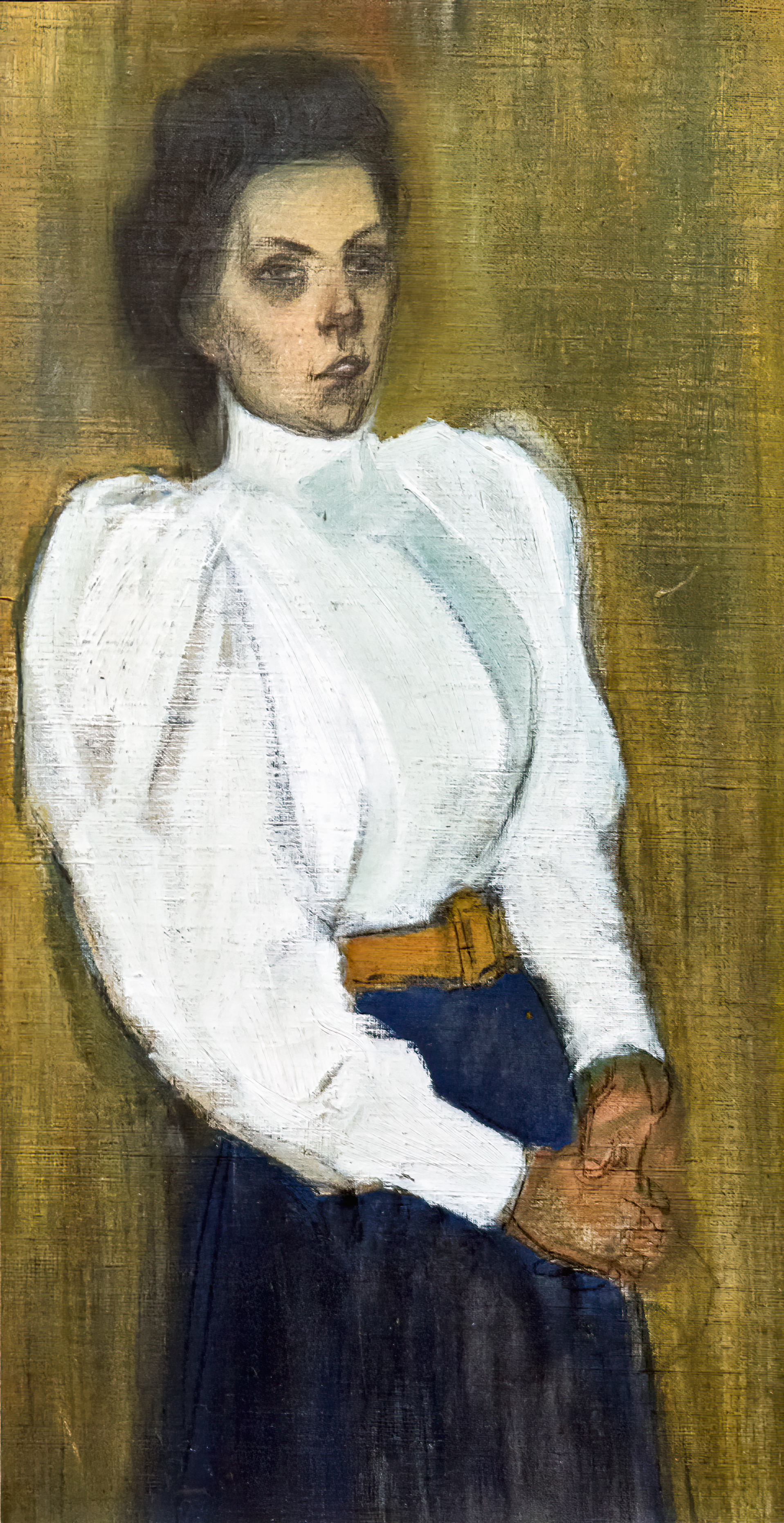
Femme au corsage blanc, Steinlen (~1900)
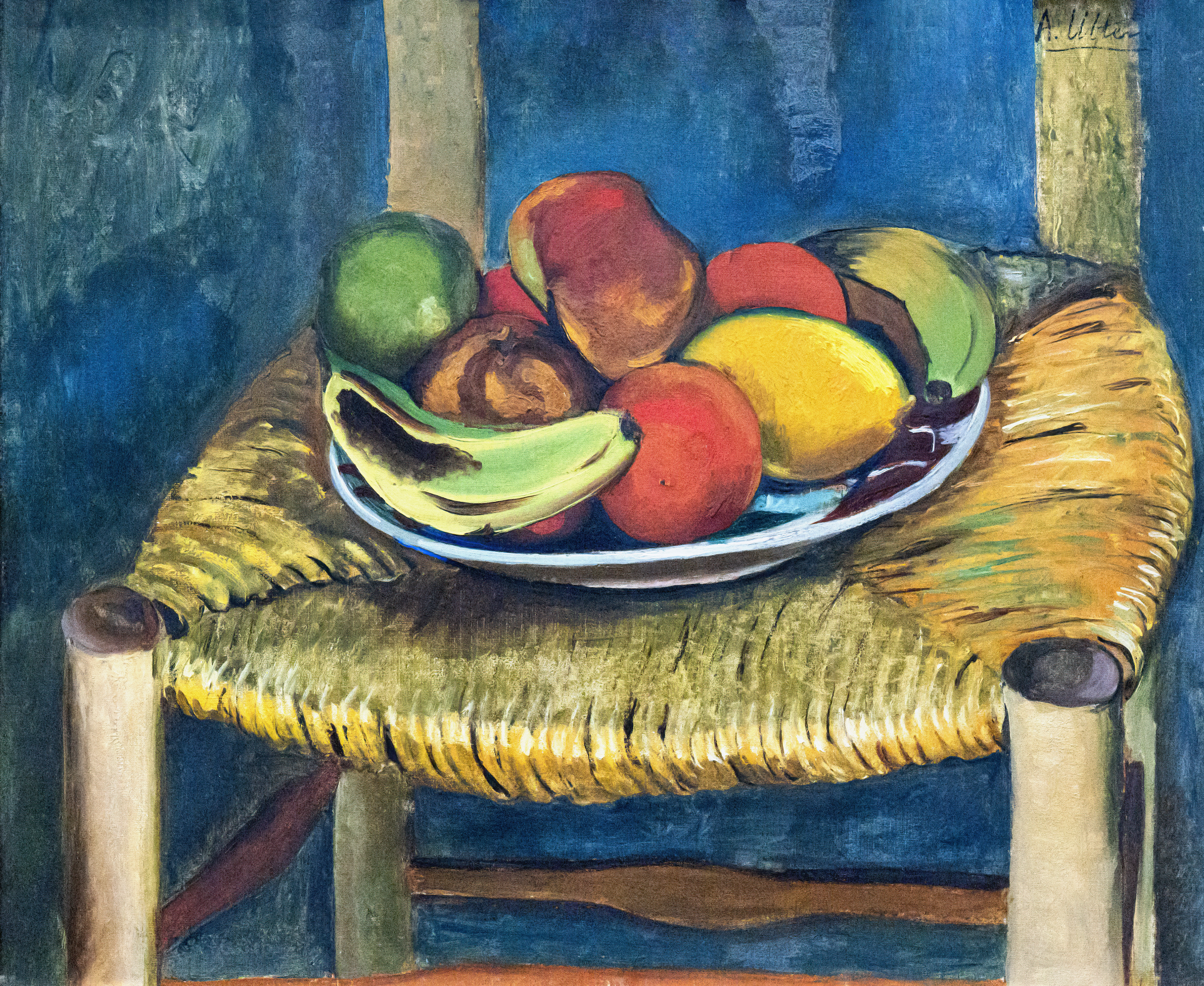
Nature morte au tabouret, André Utter
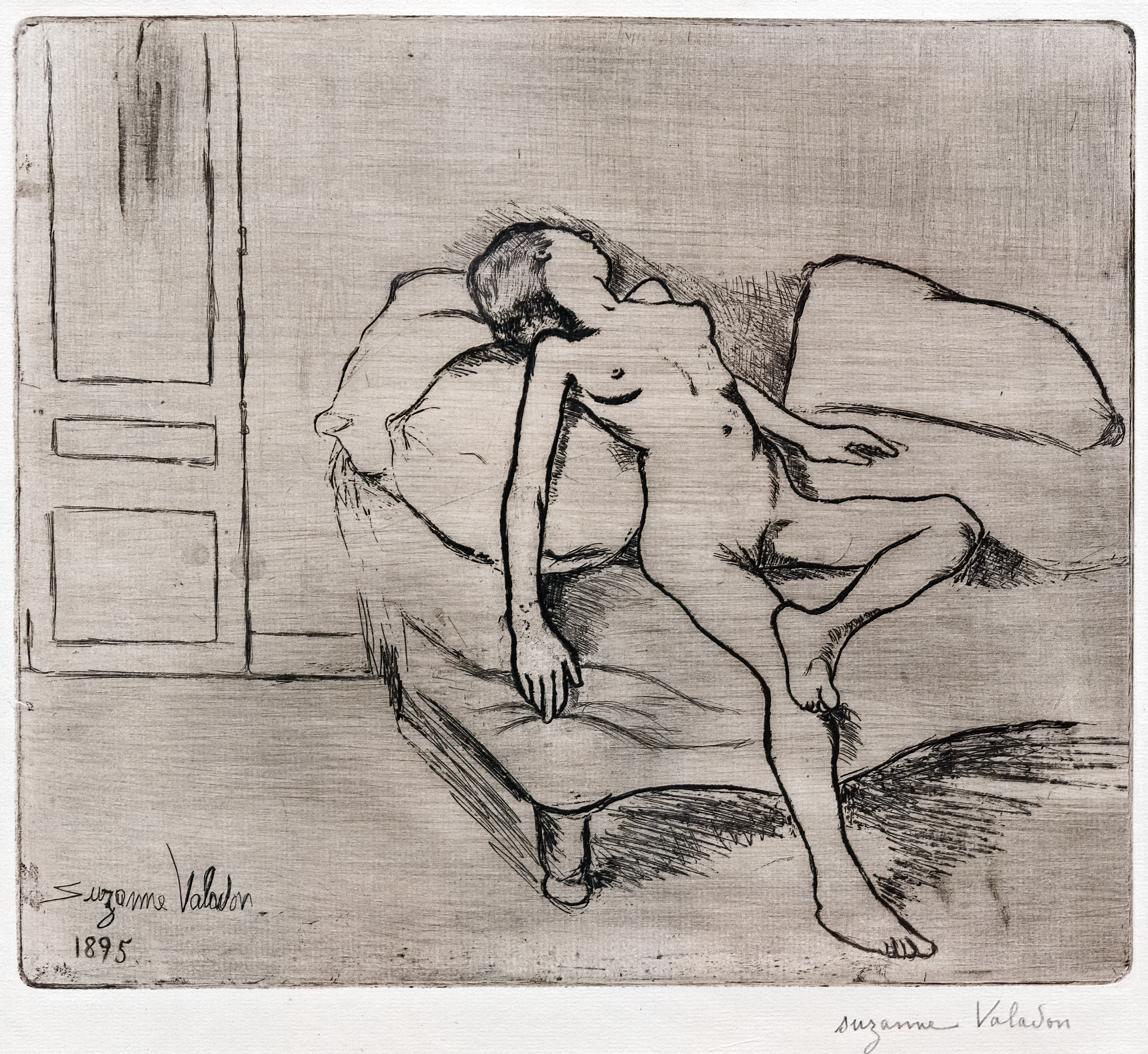
Fillette nue allongée sur un canapé, Suzanne Valadon (1894)
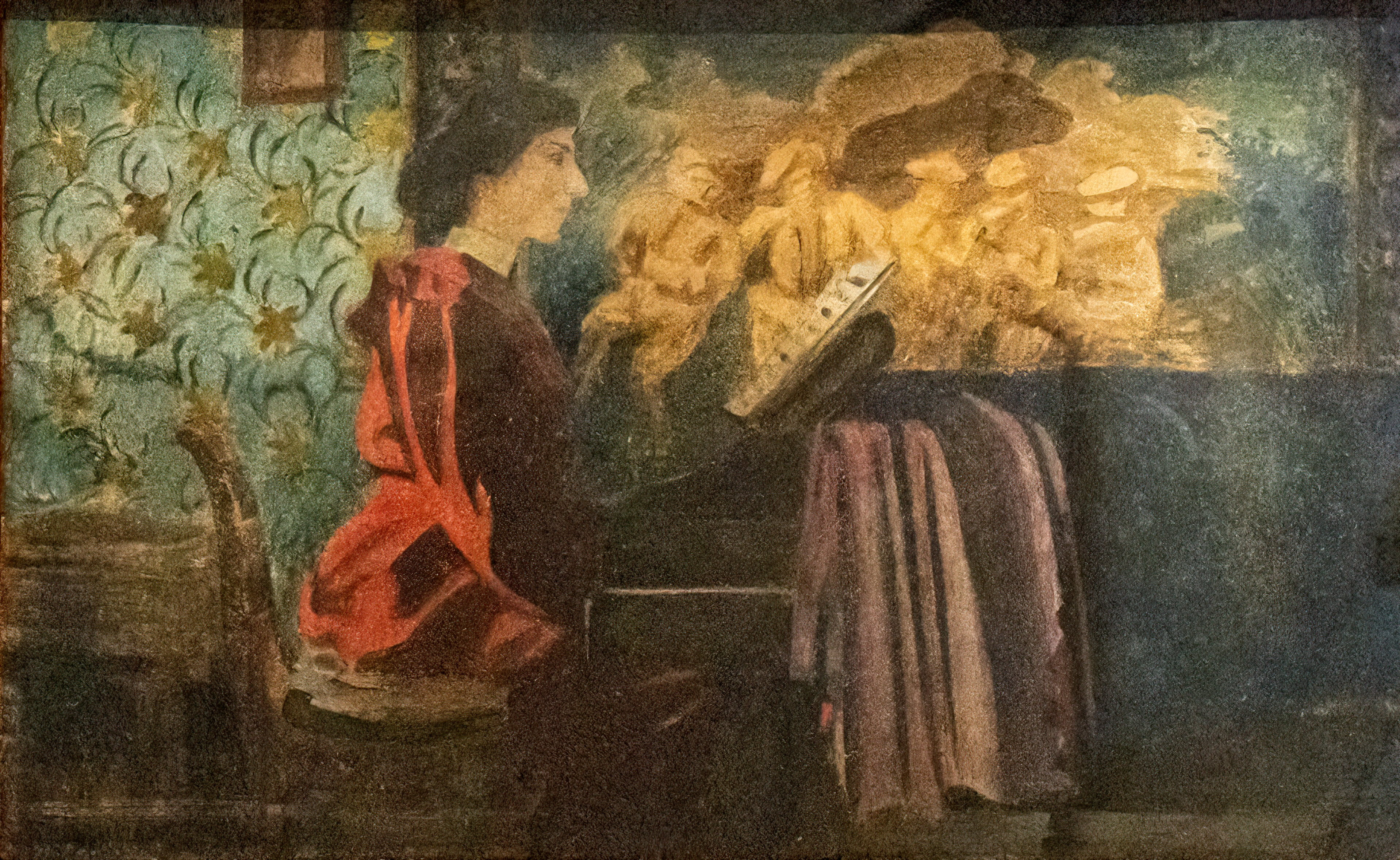
Mme Vallotton au piano, Félix Vallotton (1899)
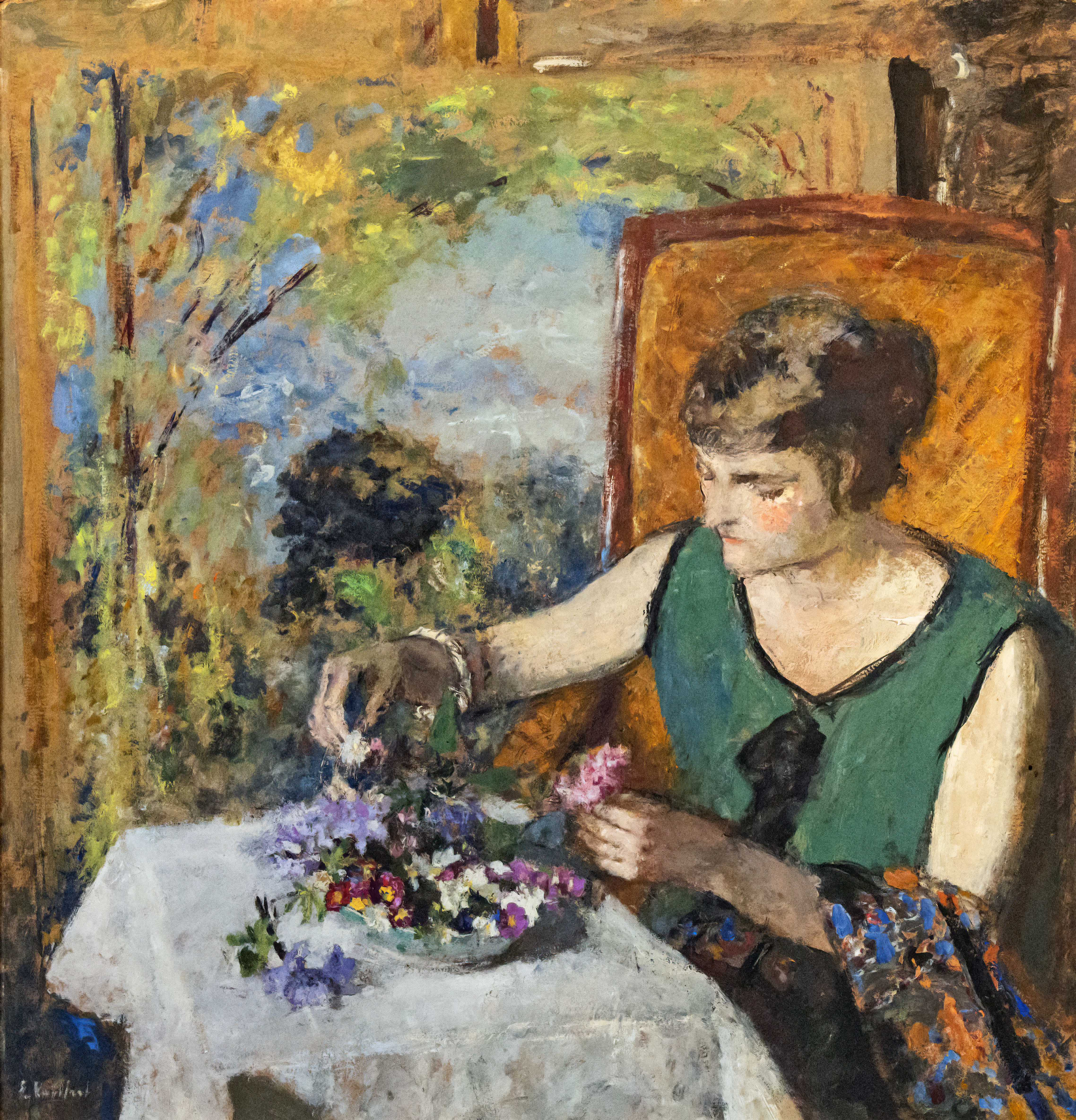
Femme au bouquet, Édouard Vuillard (1925)

### Sculptures
Le musée est riche en sculptures et présente des œuvres Albert Bouquillon et Paul Belmondo.
- Antoine Bourdelle : Buste de Jane Avril sur une vague (1898) ; Tête d'Apollon, (1900)
- Charles Despiau : Tête de femme, Simone
- Paul Gauguin : Idole à la coquille, bronze ; Le conteur parle, bronze
- Jacques Lagneau : Le martyre de saint Barthélémy, sculpture sur ivoire (1638)
- Aristide Maillol : Vénus au collier
- Gabriel Pech : Buste de Jean Jaurès, bronze (1914)
- Auguste Rodin : Buste d'Honoré de Balzac, bronze (1891)

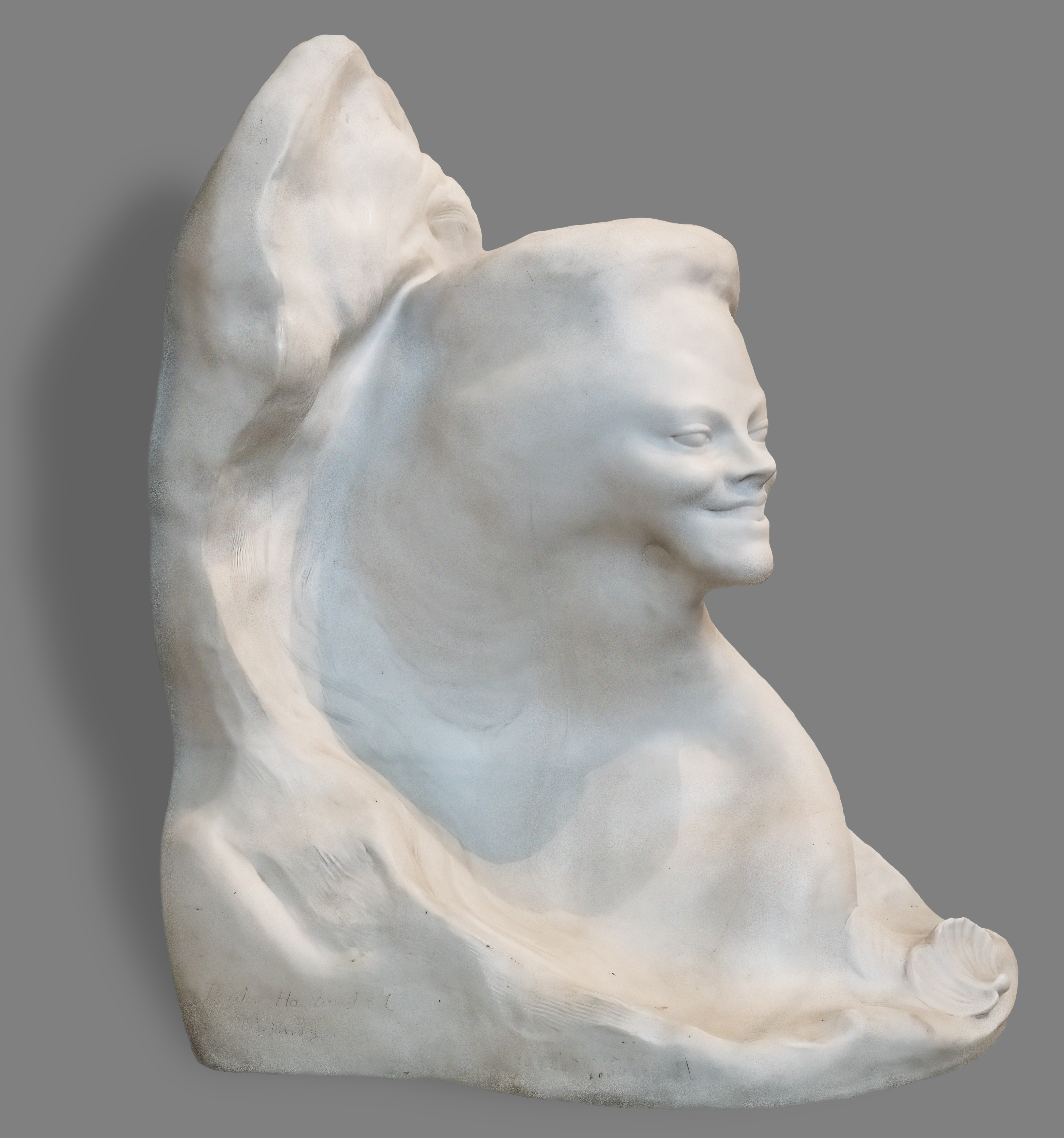
Buste de Jane Avril sur une vague, Antoine Bourdelle (1898)
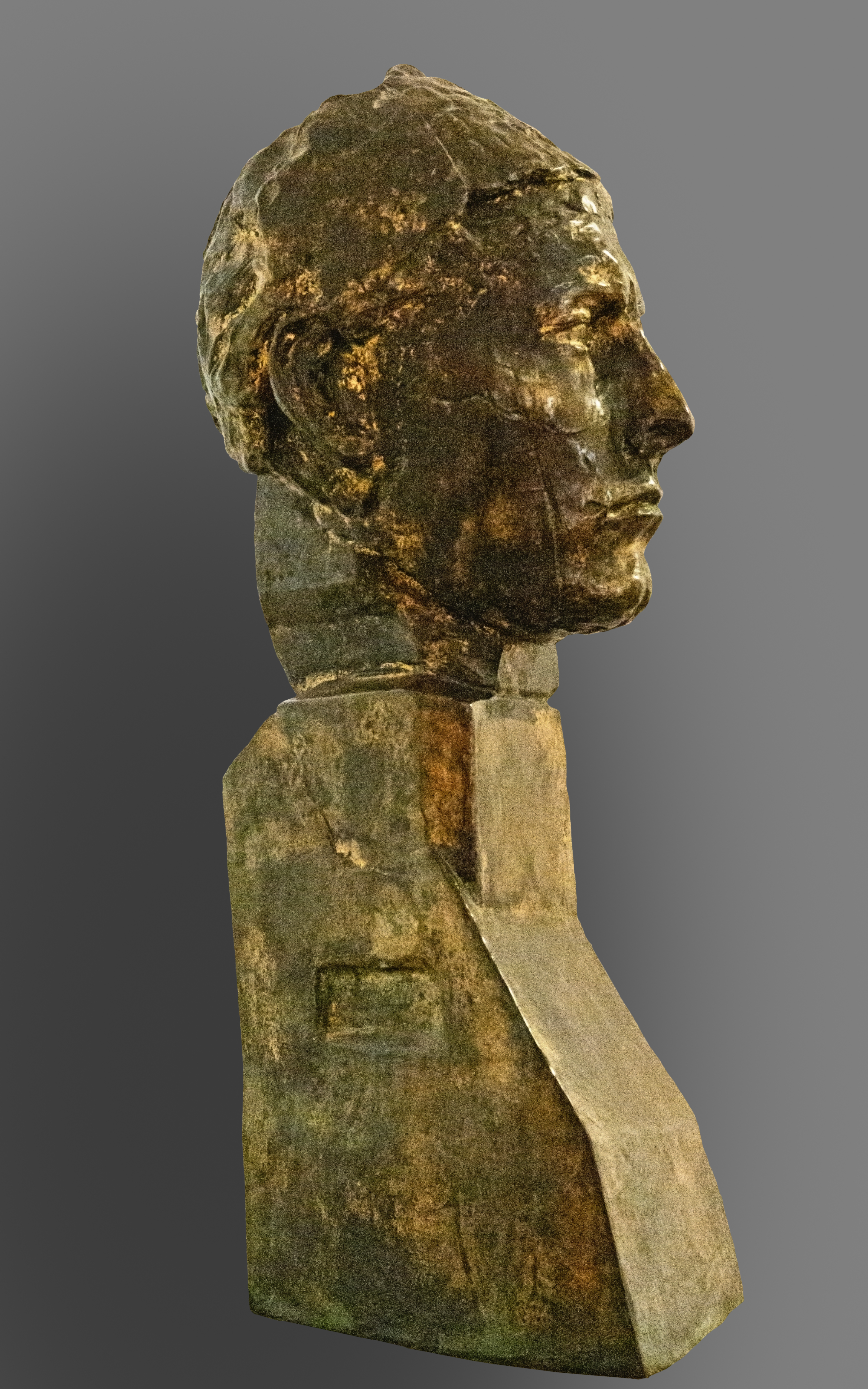
Tête d'Apollon, bronze, Antoine Bourdelle (1900)
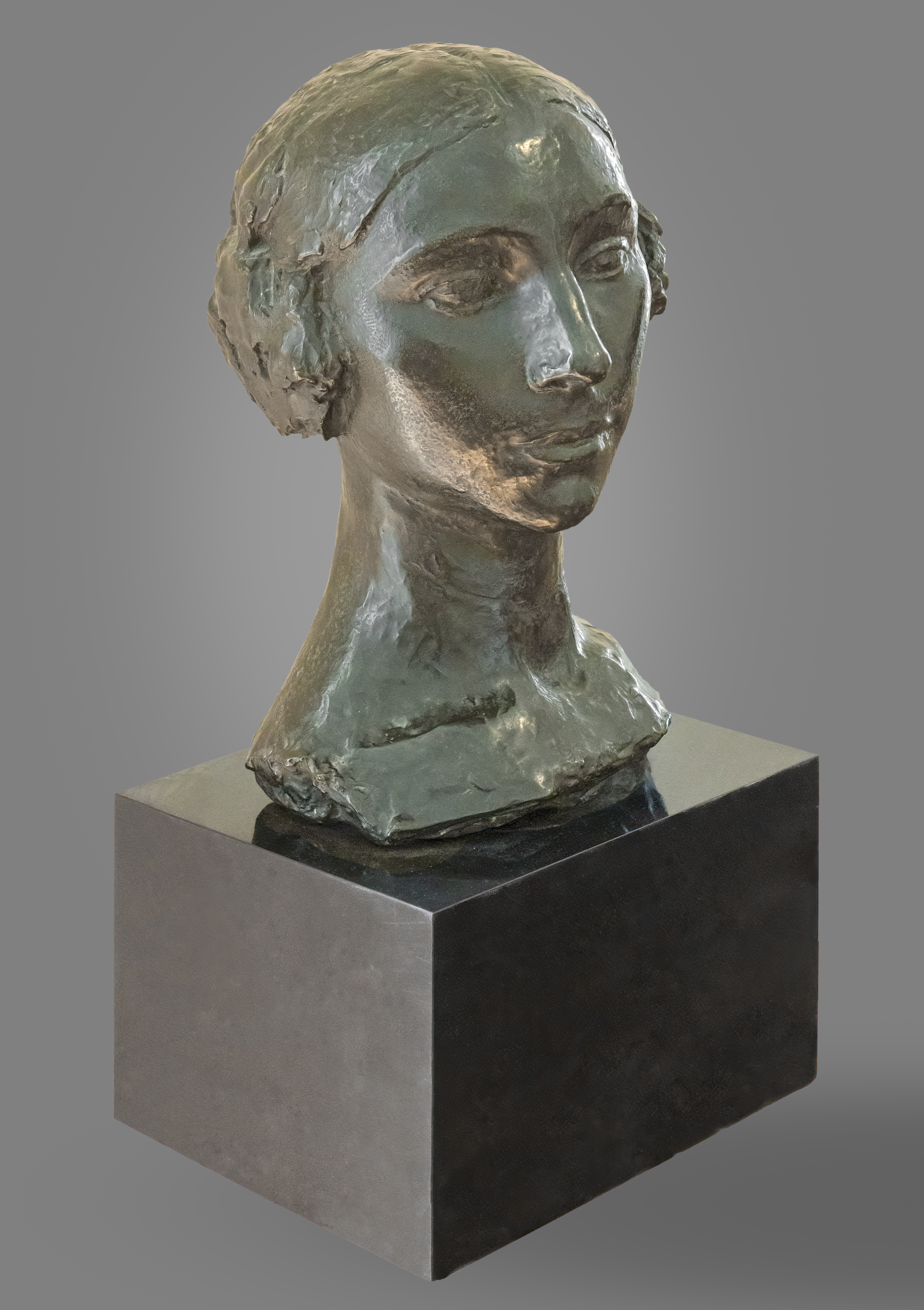
Tête de femme, Simone, Charles Despiau
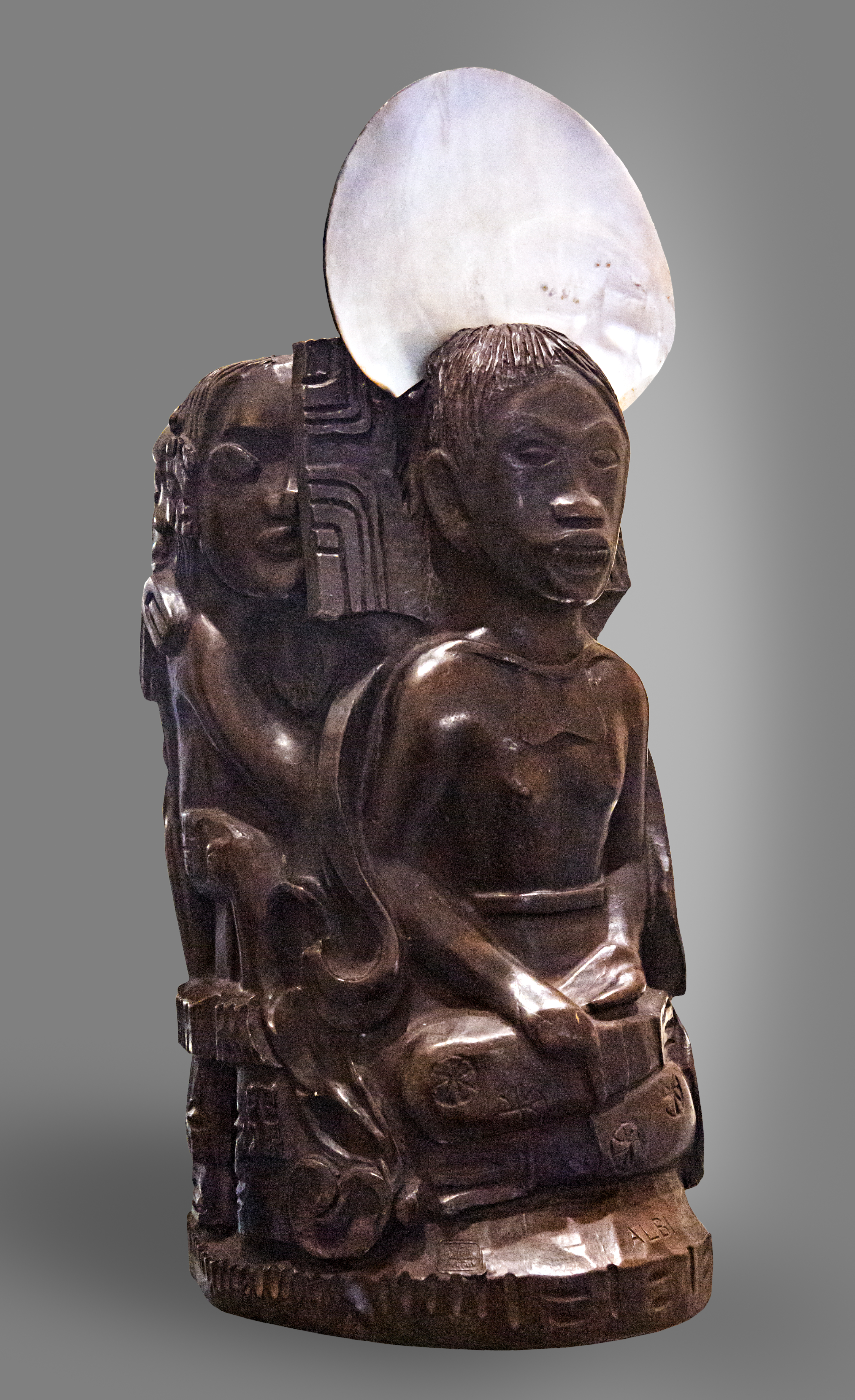
Idole à la coquille, Paul Gauguin
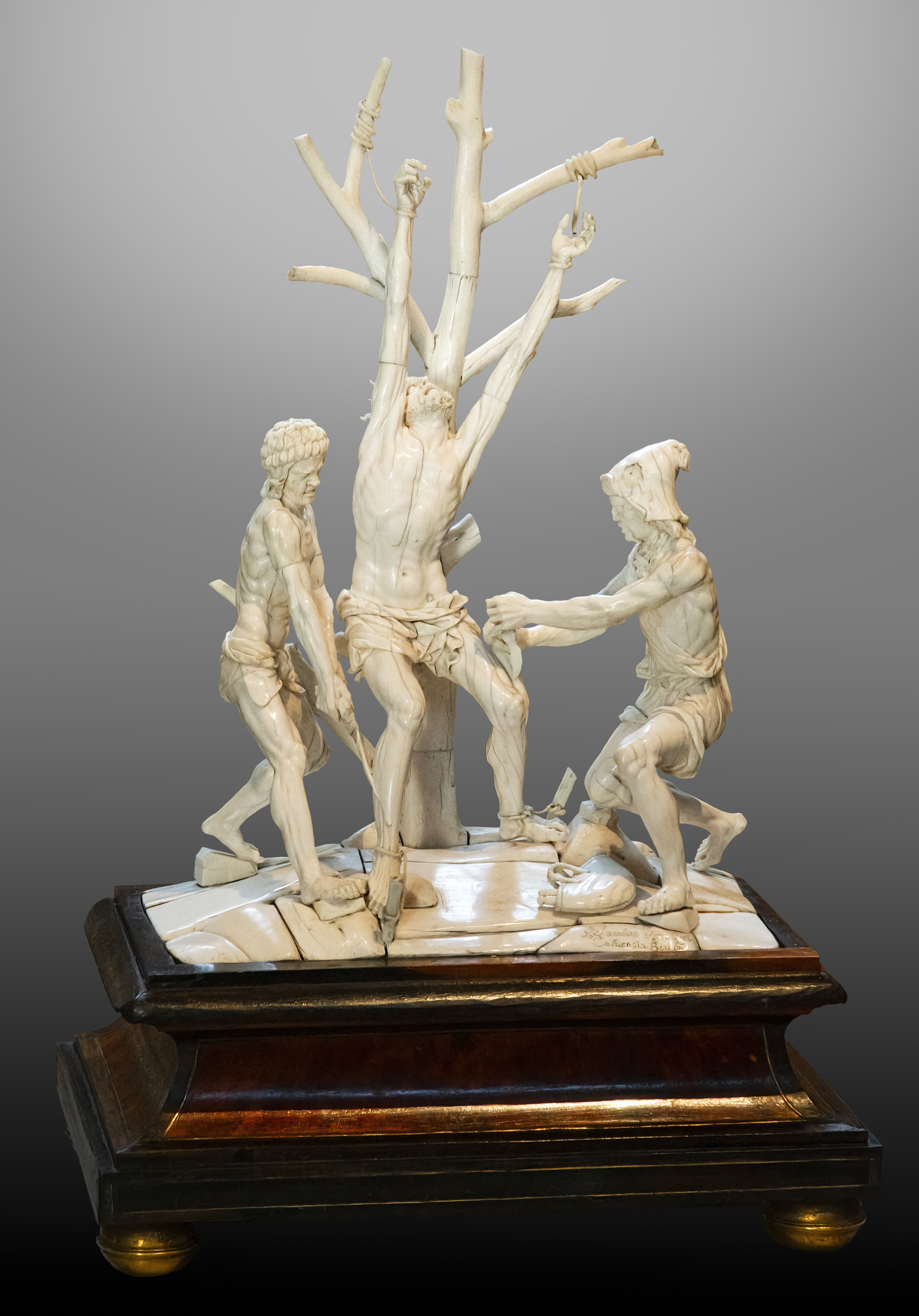
Le martyre de saint Barthélémy, Jacques Lagneau (1638)
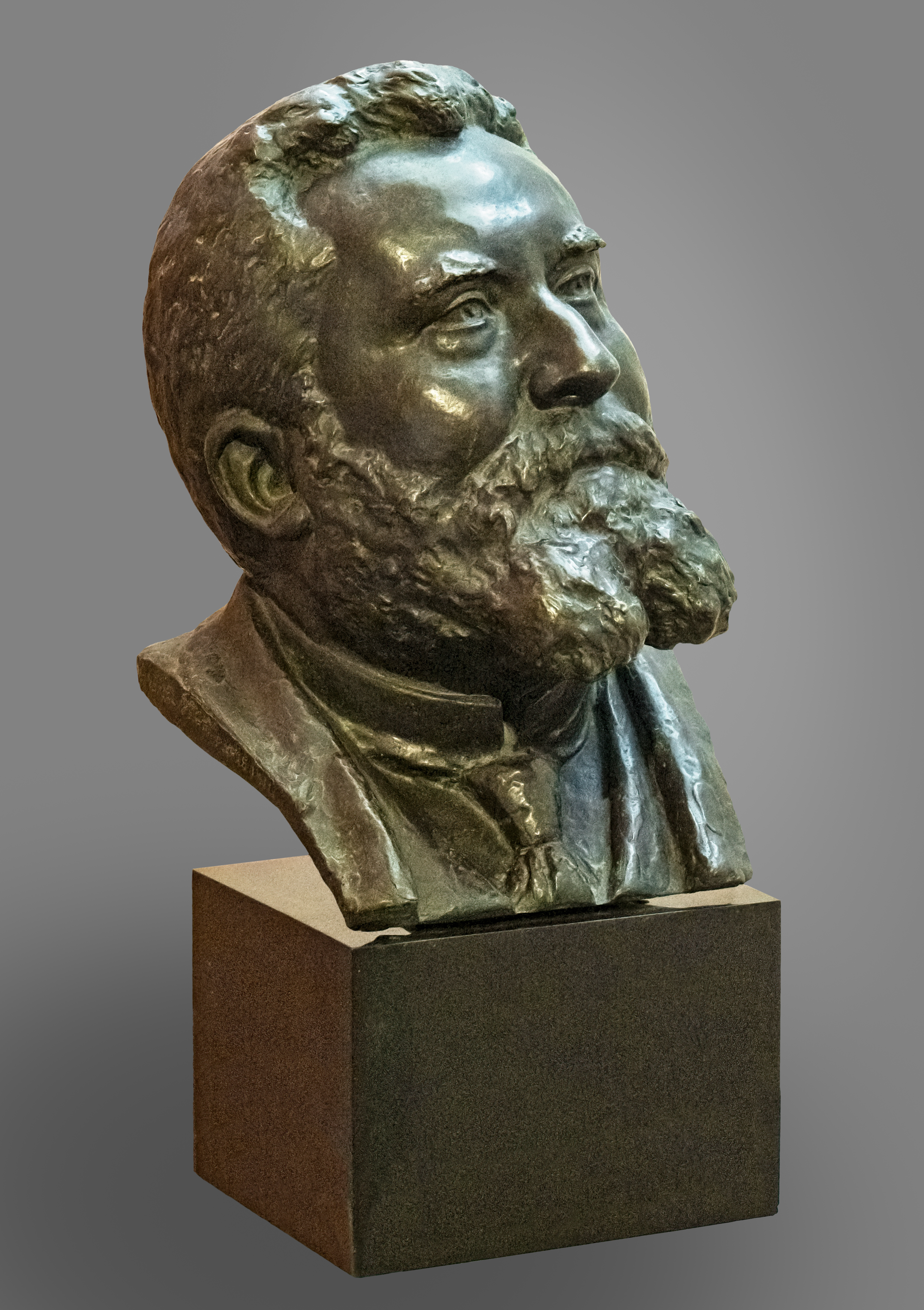
Buste de Jean Jaurès, Gabriel Pech (1914)
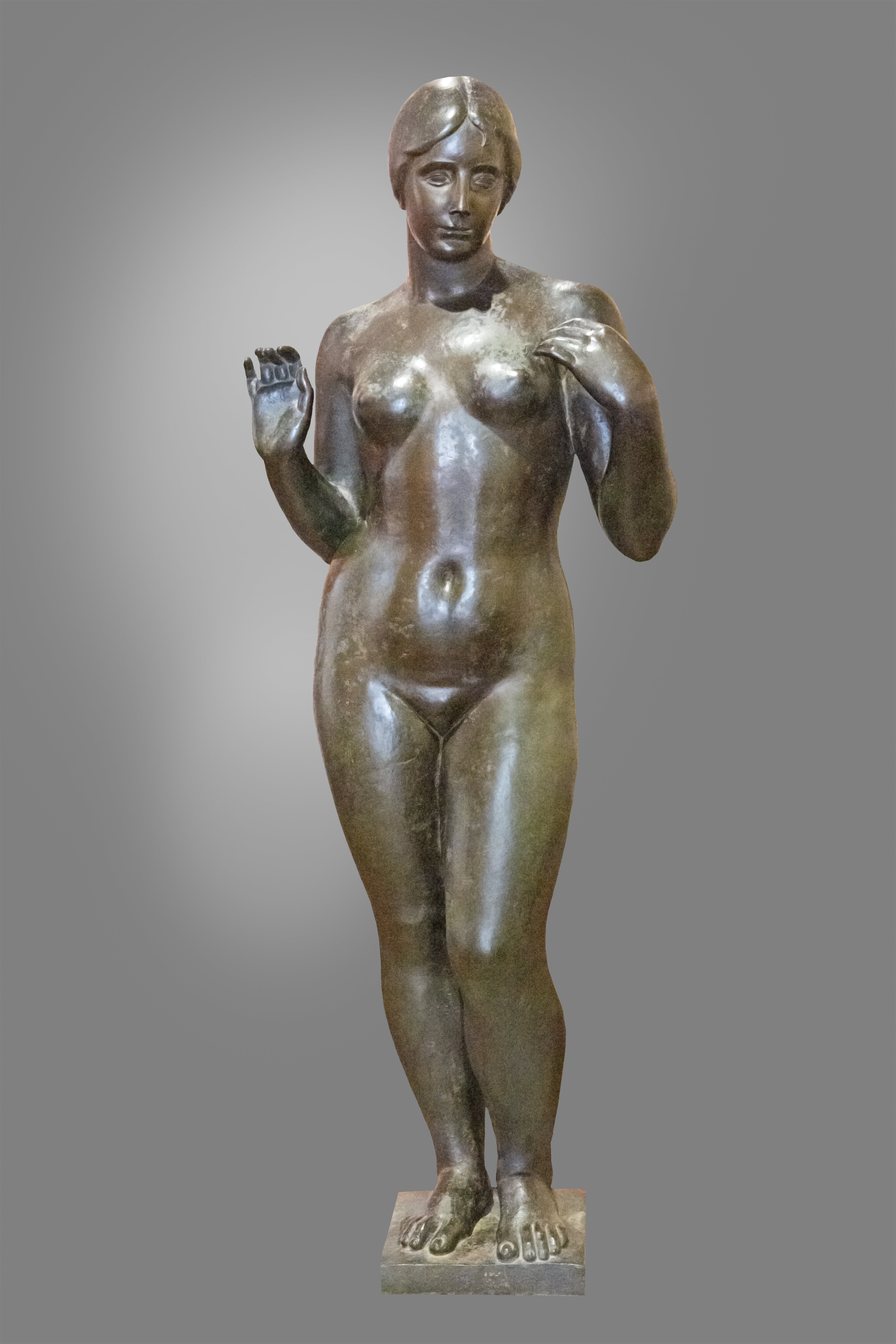
Vénus, Aristide Maillol
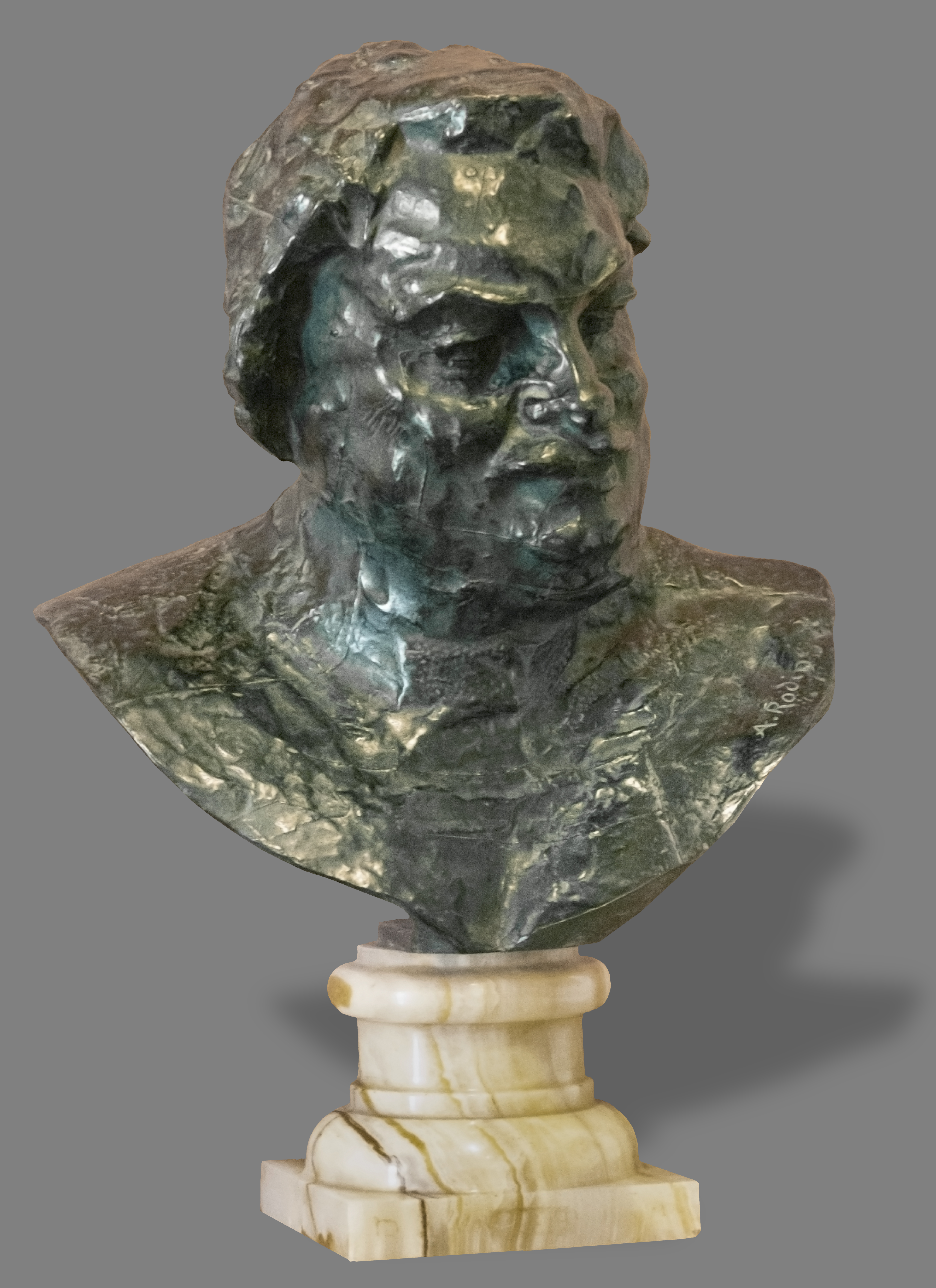
Buste de Balzac, Auguste Rodin (1891)